# 路易九世 (法兰西)
路易九世（法語：Louis IX，1214年4月25日—1270年8月25日），后世亦称为贤王（法語：le Prudhomme），自1226年至去世为卡佩王朝法兰西国王，在位超过43年。天主教會1297年封他为圣人。路易九世是法王雄狮路易八世和王后卡斯蒂利亚的布朗什的次子，幼年接受了严格且宗教性强的教育。他是父母幸存孩子中的长子，在父亲死后继承王位，时年12岁。1226年11月29日他在兰斯主教座堂加冕，但他的母后根据路易八世的遗嘱对他进行“监护”，直到他长大成人。
成年后，路易结束了卡佩王朝和金雀花王朝间的冲突，将包括普罗旺斯地区艾克斯、博凯尔、卡尔卡松地区及布卢瓦、夏特、沙托丹和桑塞尔等伯爵领地并入王家领地，并加强了对诺曼底、安茹、图赖讷、曼恩和普瓦圖的控制。
路易九世是一名大刀阔斧的改革者，试图在他的王国内实现公平。他发布“国王四十日”，将執達吏和軍事糾察引入国内，導入无罪推定原则，减少使用酷刑，禁止神意裁判和私斗，建立被告对原告的第二次答辩。路易的行动和声望超越国界，他是欧洲不同君主間的仲裁人和争端平息者。他还建立了王国单一货币，以及高等法院和审计法院的前身机构。另一方面，路易非常虔诚，建立很多教堂、修道院和收容所以扶贫济弱，努力使蒙古大汗皈依基督教，提供基金支持建立索邦學院，于1242年建造圣礼拜堂以崇敬圣物。
路易根据他病笃时的心愿，在奇迹般病愈后再度起誓，在弟弟阿图瓦伯爵罗贝尔、普瓦捷伯爵阿方斯以及安茹伯爵查理的陪同下组织第七次十字军东征埃及。回国后，路易将十字军失败的原因归因为神的惩罚，因此加强王权，重建基督教道德秩序。他决定惩治褻瀆、赌博、放贷和卖淫；他也试图让犹太人自愿或强制改宗。为此，他对犹太人施以各种手段，包括焚毁《塔木德》等，他在统治末期，迫使犹太人在胸前和后背佩戴黄色或红色的圆形标志，同时保护他们免受攻击。最后他在组织第八次十字军东征突尼斯期间，可能因痢疾于1270年去世。他是最後一位為十字軍投入心力的西方國王。
路易九世于1297年8月11日由教宗博義八世尊崇为法兰西的圣路易（法語：Saint Louis de France）。他的庆节日固定在他去世之日8月25日。身为君主，当今人们认为他促进了法国经济、知识和艺术复苏，并把处于祖父腓力·奥古斯都和孙子美男子腓力之间的他视为卡佩王朝直系三大君主之一。

## 青年时代

### 小王子的教育
1214年4月25日，日后的路易九世在普瓦西的城堡出生，他出生时正值他的祖父腓力·奥古斯都统治期间:27，路易是日后的王“雄狮”路易八世和公主卡斯蒂利亚的布朗什的次子。他的哥哥腓力在路易四岁时夭折，路易由此成了事实上的王位继承人:28。路易刚出生便在普瓦西圣母大学教堂受洗礼，当了王之后，他因为认为自己真正出生之日应该是在普瓦西受洗的那一天，喜欢自称“普瓦西的路易”（Louis de Poissy）或“普瓦西领主路易”（Louis, seigneur de Poissy）:27。
他的双亲尤其是公主卡斯蒂利亚的布朗什，让他在宗教上和道德上接受行使王权的培训，以作好保护教会、听取教会劝解的准备:31。小王子幼时同祖父王腓力·奥古斯都的接触，对他产生了很大的影响。腓力是第一位见到孙子的法王，此事增强了路易的王朝意识:32。

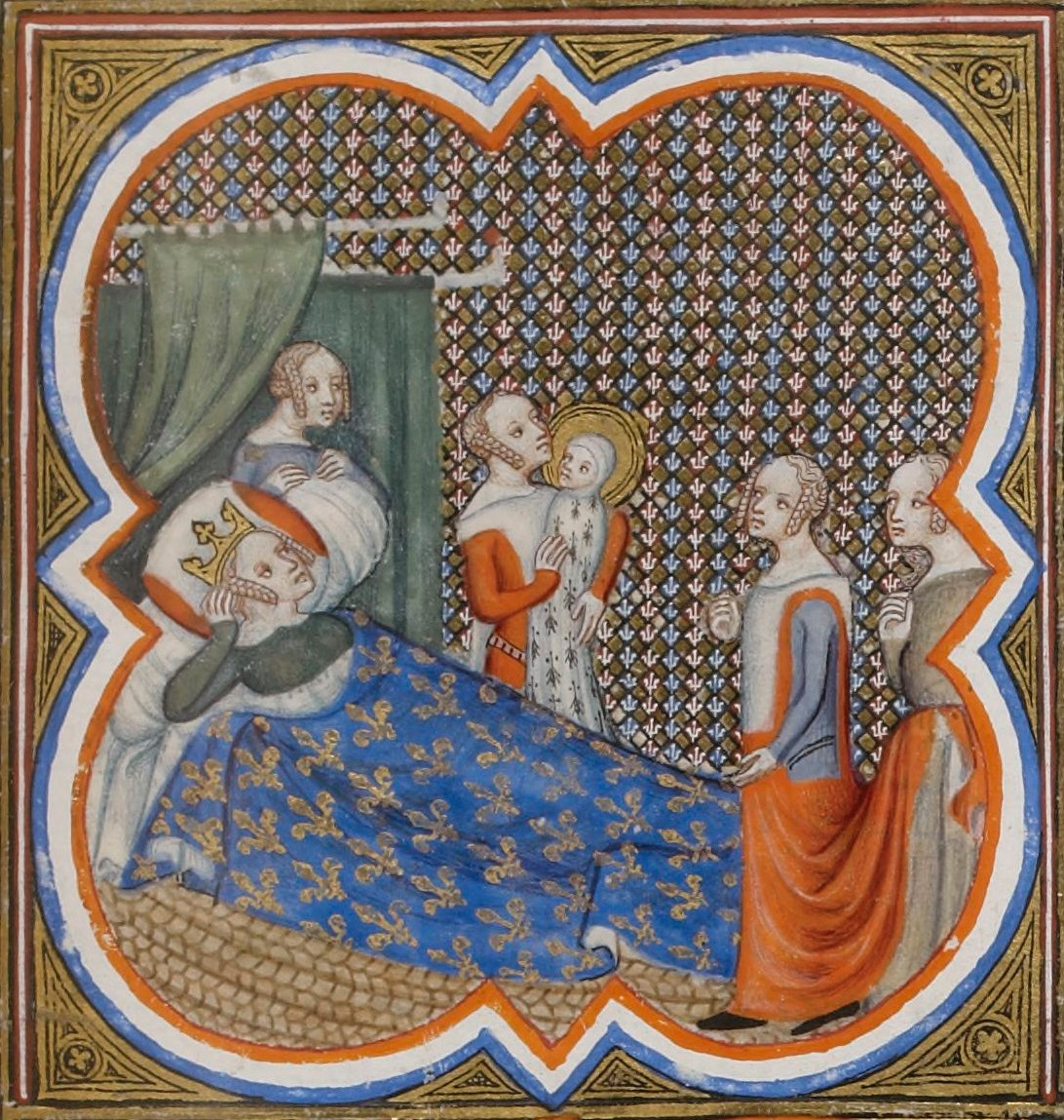
十四世纪《法兰西的查理五世大家族史》中路易九世出生时的场面。
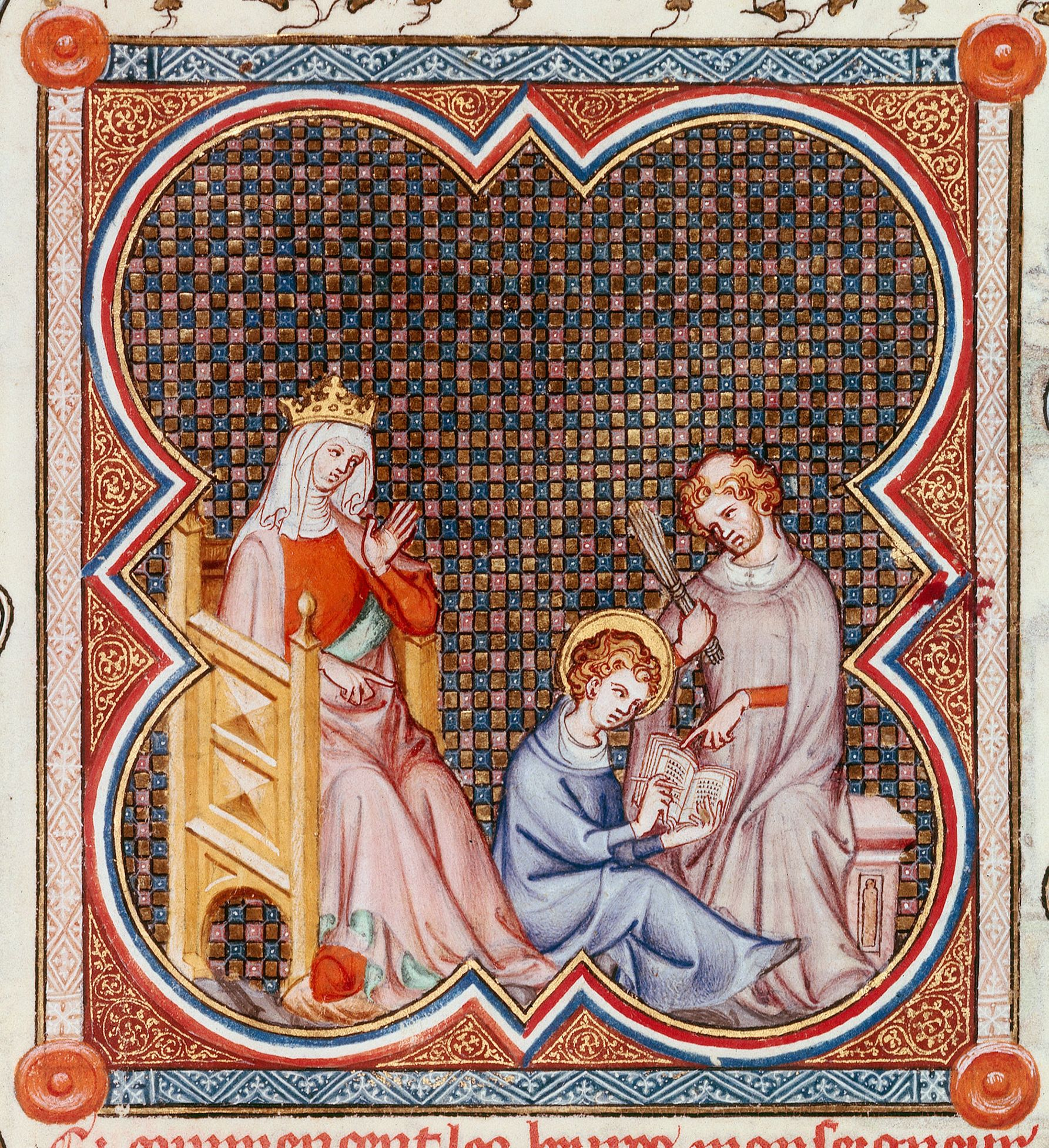
圣路易阅读日课经，《大家族史》中的这幅微型彩绘作于十四世纪
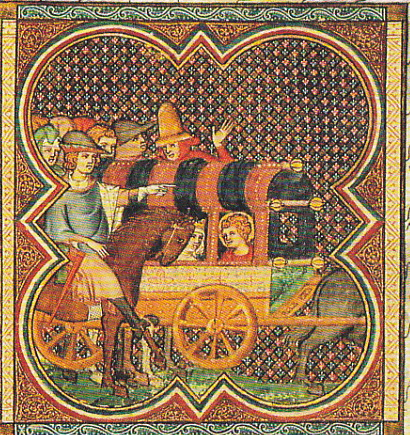
路易和其母亲在前往兰斯参加加冕典礼的途中，这是十四世纪《大家族史》中的一个微型彩绘
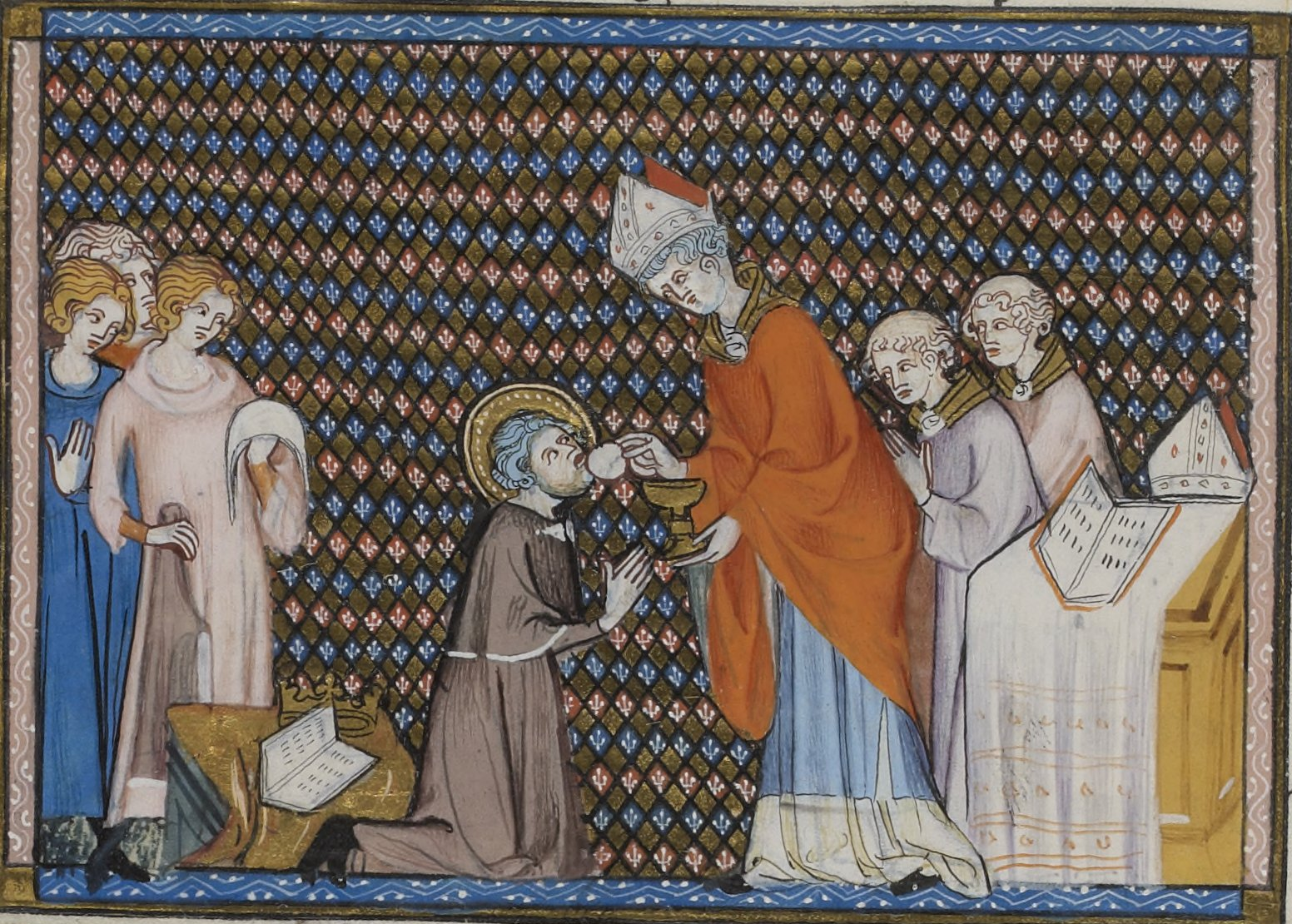
路易加冕，这是十四世纪圣帕丢斯的纪尧姆所作《圣路易的生平与圣迹》（Vie et miracles de Saint Louis）中的一个微型彩绘

### 孩王的加冕典礼

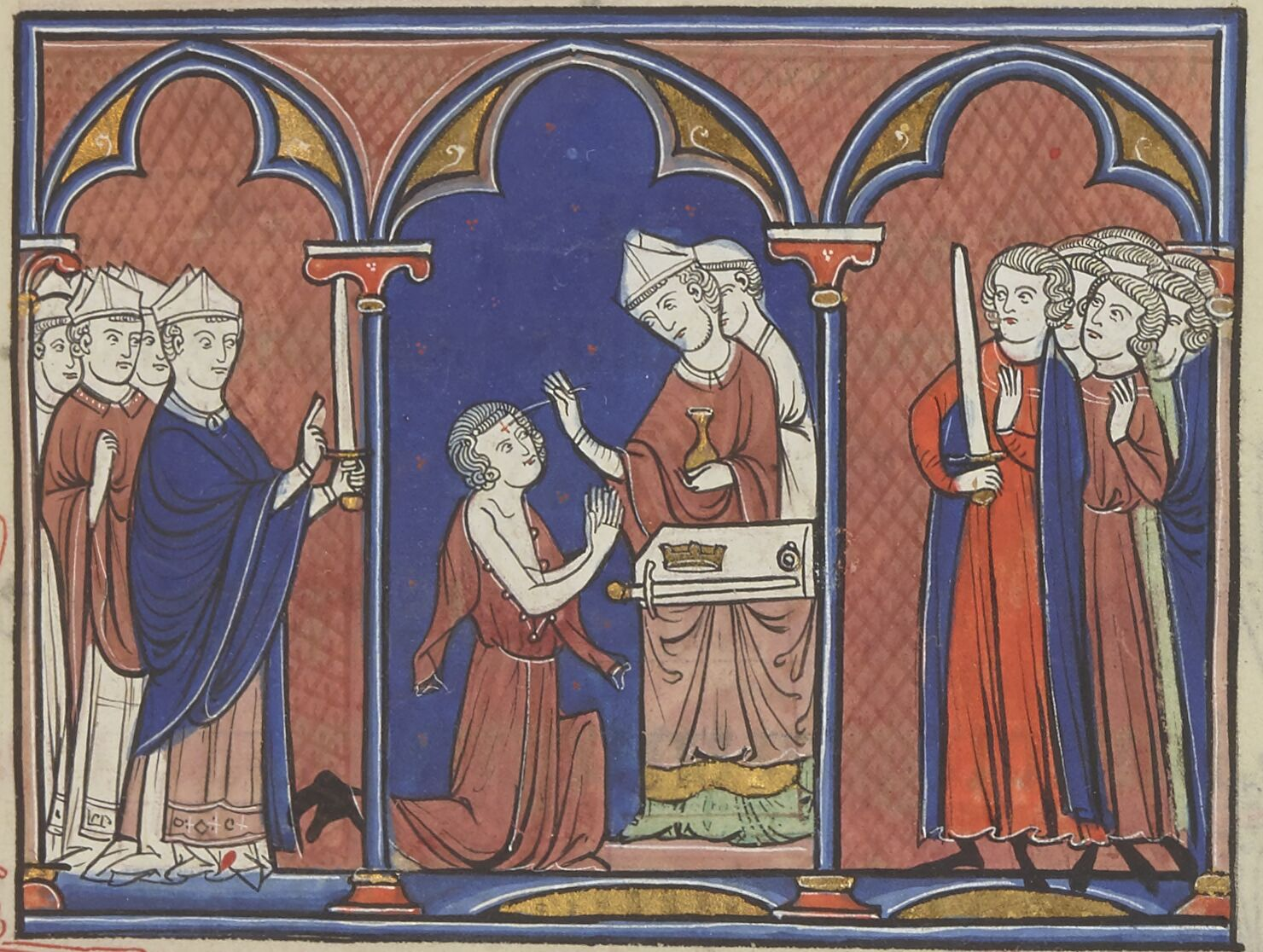
苏瓦松主教仿照大主教祝圣仪规，用一根在圣瓶中沾了油的针，为路易九世前额涂敷圣油。路易袒露肩和臂，让主教接着为他的肩膀、前胸上部和肘部涂敷圣油。祭台上放着将要交给王的冠和剑。这幅微型彩绘采自约1250年《教会礼仪规程》原稿第17页，现藏于法兰西国家图书馆，编号为Lat.1246。

路易九岁时，他的祖父腓力·奥古斯都在1223年7月14日谢世，他的父亲雄狮路易即位为王。3年后的1226年11月8日，短暂在位的雄狮路易与世长辞:32,84。路易八世临终前几天于11月3日把王国的主要贵族、高级神职人员和军中主要将领召到病床跟前，要求他们答应，在他死后立即向他的儿子表示臣服和效忠，并尽快让其加冕为王。据编年史家菲利普·穆斯凯称，路易八世曾将他的三位心腹谋士鲁瓦的巴特罗缪、让·德奈尔和桑里斯主教盖兰召来，要求他们保护自己的孩子:81-82。
路易十二岁丧父为王，臣民们的忐忑不安和忧心忡忡笼罩着这个孩童统治的王国:87。然而，尽管新王还是个孩童，但行为举止非常成熟:89。虽然没有文书和惯例，安排谁将以幼王的名义治理国家，但卡斯蒂利亚的布朗什在丈夫刚死时便将国家和幼王的监护权掌握在自己手中了:83-84。一份文书表明了这种局面的合法性，並轉交由桑斯大主教戈蒂埃·科尔努保管，路易八世临终让沙特尔主教沙普的皮埃尔和博韦主教纳特依尔的麦伦通知王国的所有重臣，他已决定由王后“监护”嗣王、王国以及他的其余孩子，直到他们长到“法定年龄”:84。

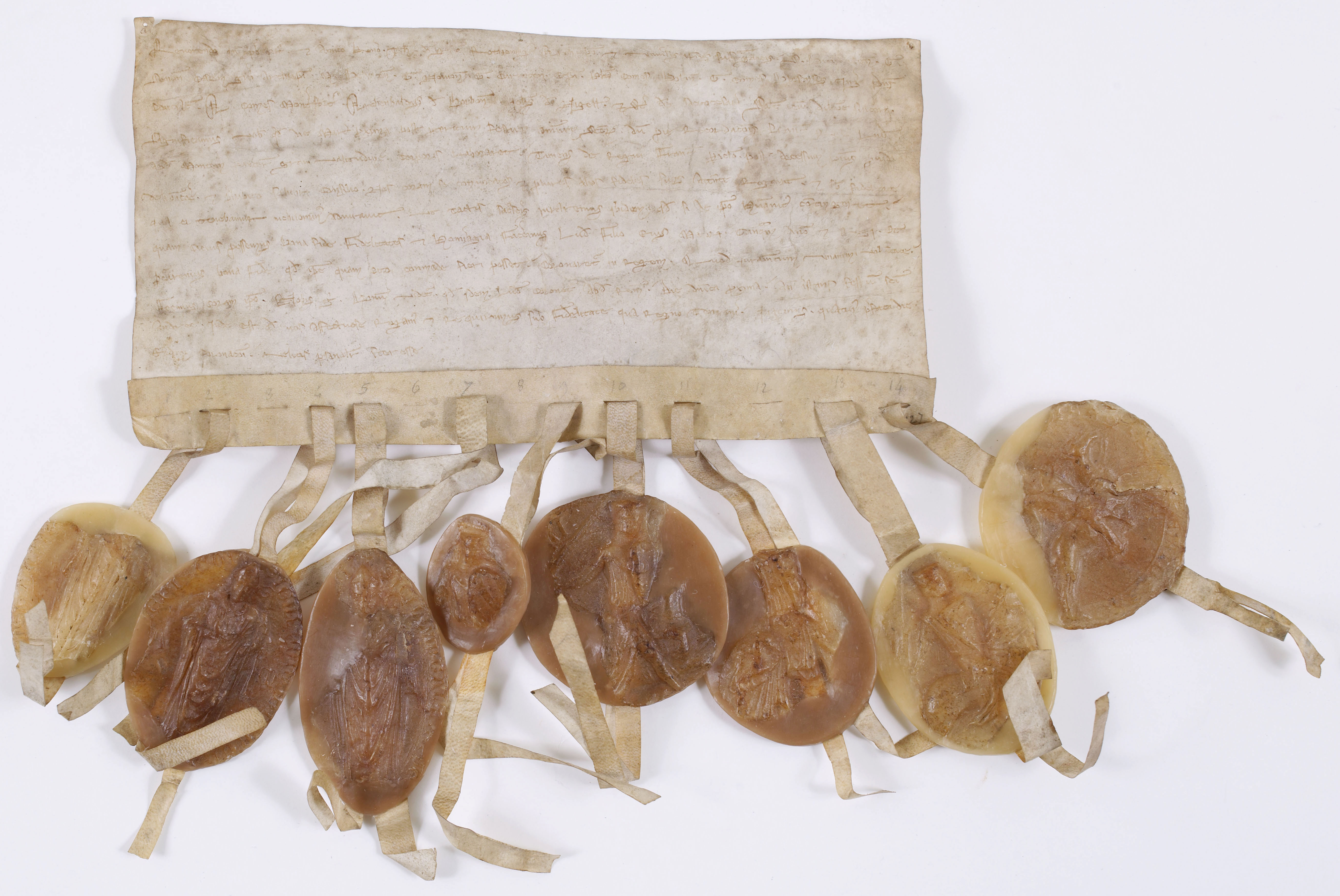
邀请王国内的高级教士和贵族以及主教和大主教在1226年11月29日参加小路易九世加冕典礼的信件，藏于国家档案馆。

1226年11月29日，路易九世在兰斯主教座堂由苏瓦松主教雅克·德巴佐什加冕。他的加冕有三个特点，首先是快，以便使路易九世的王位完全确立，无人可以趁机对他及其周围的人施加压力:96-97。其次，他很快獲封為骑士，在前往兰斯的途中，特地在苏瓦松作短暂停留，因为法王必须是骑士。最后，王国里教会方面和世俗方面的大人物大多缺席他的加冕典礼:96-97。对于大人物们在路易九世加冕礼上缺席一事，历史学家大多以政治理由进行解释，但雅克·勒高夫认为，其中有些人的缺席确实是出于政治原因，但大多数人是因为典礼过于仓促而没有时间准备旅行。此外，一个孩子的加冕典礼肯定不会对高级教士和贵族有多大吸引力:99。
在路易未成年时期，卡斯蒂利亚的布朗什以“监护”头衔行使权力，而路易周围的经历菲利普·奥古斯特和雄狮路易两朝的两位老成持重的谋士相继消失，掌玺大臣桑里斯主教盖兰教士于1227年辞职，并于当年去世。内廷总管鲁瓦的巴特罗缪虽然死于1237年，但此前似乎已经越来越不起作用了。让·德奈尔只是偶尔露露面。桑斯大主教戈蒂埃·科尔努是依然如故的主要辅弼之一:111。

### 心怀不满的贵族

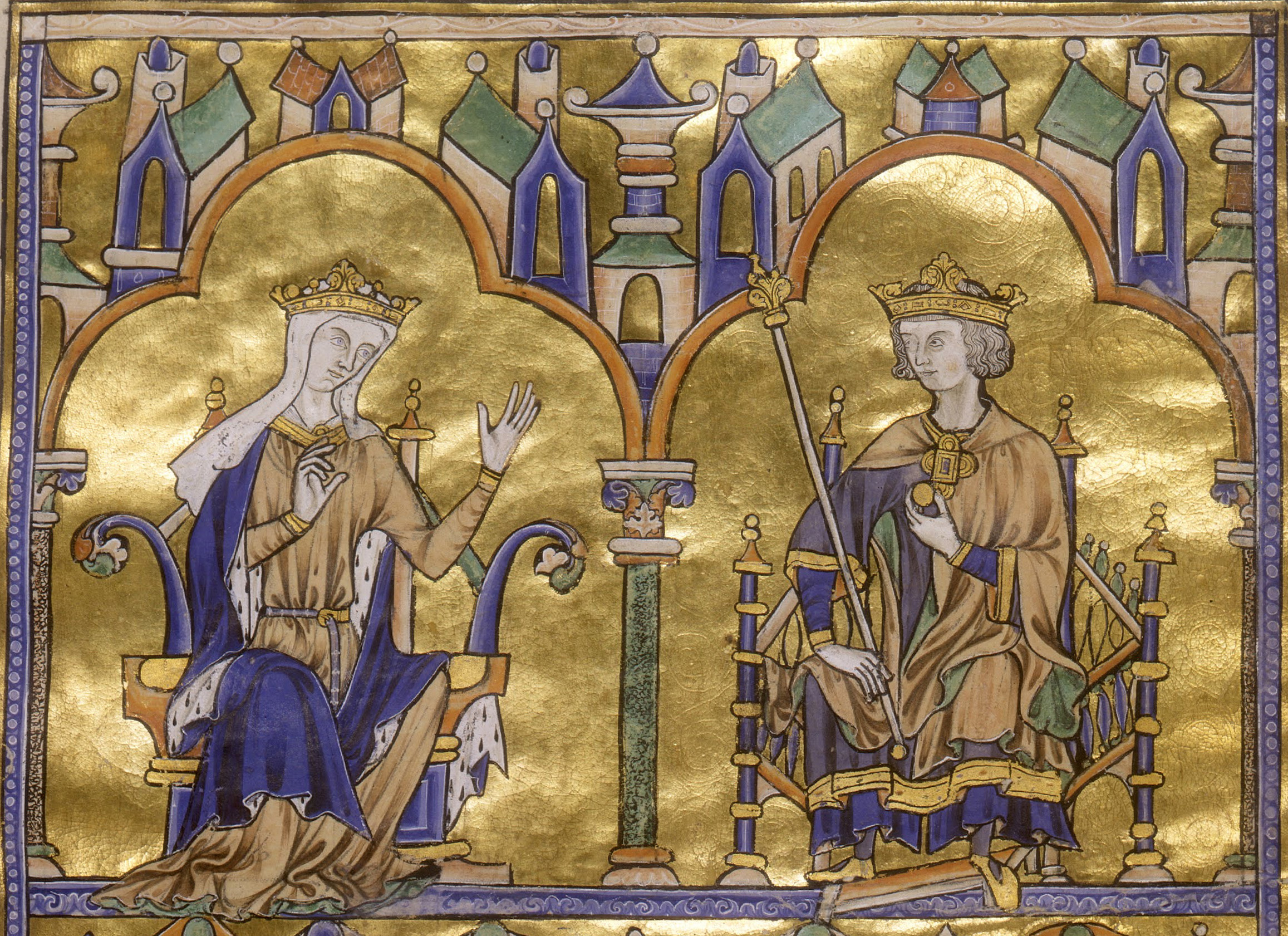
路易与卡斯蒂利亚的布朗什母子共掌朝政。这幅微型彩绘采自约作于1240年的《圣路易圣经》，彩绘上的王年过二十，已经亲政，可是，他的母亲依然与王并排坐在御座上。

1226年，卡斯蒂利亚的布朗什及其谋士们急忙安抚一些心怀不满的贵族。为了取得路易八世的同父异母弟弟暴躁汉菲利普的支持，他的侄子将莫尔坦城堡和利勒博纳城堡给了他，同时还将圣波尔伯爵领地赠给他，次年又赠予他6000图尔锂终身年金。在几名权贵的要求下，1227年1月6日的三王来朝节，布朗什和他的儿子及其顾问决定释放布汶战役的叛卖者弗兰德尔伯爵费朗，以换取他的忠诚和赎金:99-101。紧接着，路易九世转而对付大采地拥有者中最不安分的那几个人：他答应了他的弟弟让和皮埃尔·摩克莱尔的女儿约兰德的婚事，皮埃尔在签订婚约时可获得昂热、勒芒、博热和博福尔昂瓦莱等地作为抵押。他还答应了弟弟阿方斯同吕西尼昂的于格十世的女儿的婚事，以及准许妹妹伊莎贝尔嫁给于格的一个儿子:101。英格兰国王亨利三世是最需要认真对付的人物，1227年4月，法兰西国王同英格兰国王的弟弟康沃尔伯爵理查德首次签订停战协定。翌月，亨利三世向路易建议正式签订合约，6月签约:101-102。
因此到1227年春末夏初时节，年少的王似乎已经在王位上坐稳了，可是，许多贵族不再支持一个少年和一个外邦女人。许多贵族聚集在科尔贝商讨，决定把少年王当作人质控制起来，让他离开他的母亲和谋士，这样一来他们就可以以他的名义治理国家，把权力、土地和财富统统拿过来。他们中的两位领袖不反对接纳王叔布洛涅伯爵暴躁汉菲利普和布列塔尼公爵皮埃尔·摩克莱尔参与其事，前者没有头脑，后者是法王最有实力的封臣:102。少年王和他的母后前往旺多姆与西部不安分的贵族进行谈判，然后取道奥尔良从此返回巴黎，少年王在蒙丽瑞附近被聚集在科贝尔的贵族们堵截。此前布朗什及其谋士们以王的名义发出文告，要求巴黎以及王室领地上其他居民向王表忠心。很快，巴黎居民手持刀枪前去迎接他们，有人拿着武器，并且竭力保护王，让路易化险为夷:103。对于这次事故，王很大程度上得益于获释后的弗兰德尔伯爵费朗对他保持忠诚，以及重新和解后的香槟伯爵蒂博四世的热情支援:104。
1228年，贵族们再度结盟。这个似乎以库西领主昂盖朗三世为灵魂的联盟，获得了暴躁汉菲利普的支持，他们并不直接攻击王，而是把矛头指向王的坚强后援香槟伯爵蒂博四世:104。首先发起的是一场散播布朗什逸闻谣言的攻势：她被指责掏空国库去养肥她的卡斯蒂利亚亲属，先被说成教宗特使罗曼·德圣-安吉的情妇，后来又被说成是香槟伯爵蒂博的相好:104。幸运的是，贵族们对王三心二意，同时又很受王位的影响，即便坐在王座上的是一个十几岁的少年。有些人在忠臣和叛臣间来回易帜:105-106。可是，还得采取军事行动才行。1230年，不满16岁的少年王率领王家军队出征，打了三仗，其中两仗是在西部与刚于1229年10月向英格兰国王行臣服礼的皮埃尔·摩克莱尔及其同伙对垒，另一仗是在东部支援香槟伯爵蒂博:106。在1月进行的一次战役中，王收复了贝莱姆，同时夺回了昂热、博盖和博福尔:106。在罗曼·德圣-安吉的指挥下，王家军队毁坏图卢兹伯爵雷蒙七世的耕地和庄稼，严重破坏了后者的经济生活。雷蒙七世只能被迫与王国政府议和:107。
5月，亨利三世受到皮埃尔·摩克莱尔的求援后，随即在圣马洛登陆，但蜷缩在南特城内，不敢贸然发起战衅。路易率领一支新军在拉马什伯爵吕西尼昂的于格十世的支援下，一度攻陷克利松，进逼昂瑟尼，属于反叛贵族首领富克·佩奈尔的拉艾埃佩斯内被攻下后夷为平地。1231年春季，路易在西部展开新攻势，并迫使皮埃尔·摩克莱尔于6月在圣奥班迪科尔米耶签署了为期三年的停战协定:106-107。与此同时，路易九世驻兵香槟，与蒂博为敌的贵族们不敢与王打仗，遂放弃对垒:107。
路易似乎已变成了骑士王和军事首领：他属下除了皮埃尔·摩克莱尔以外的所有贵族都对他唯命是从:110。到了1234年12月，皮埃尔·摩克莱尔也与路易言归于好:150。

### 订婚和结婚

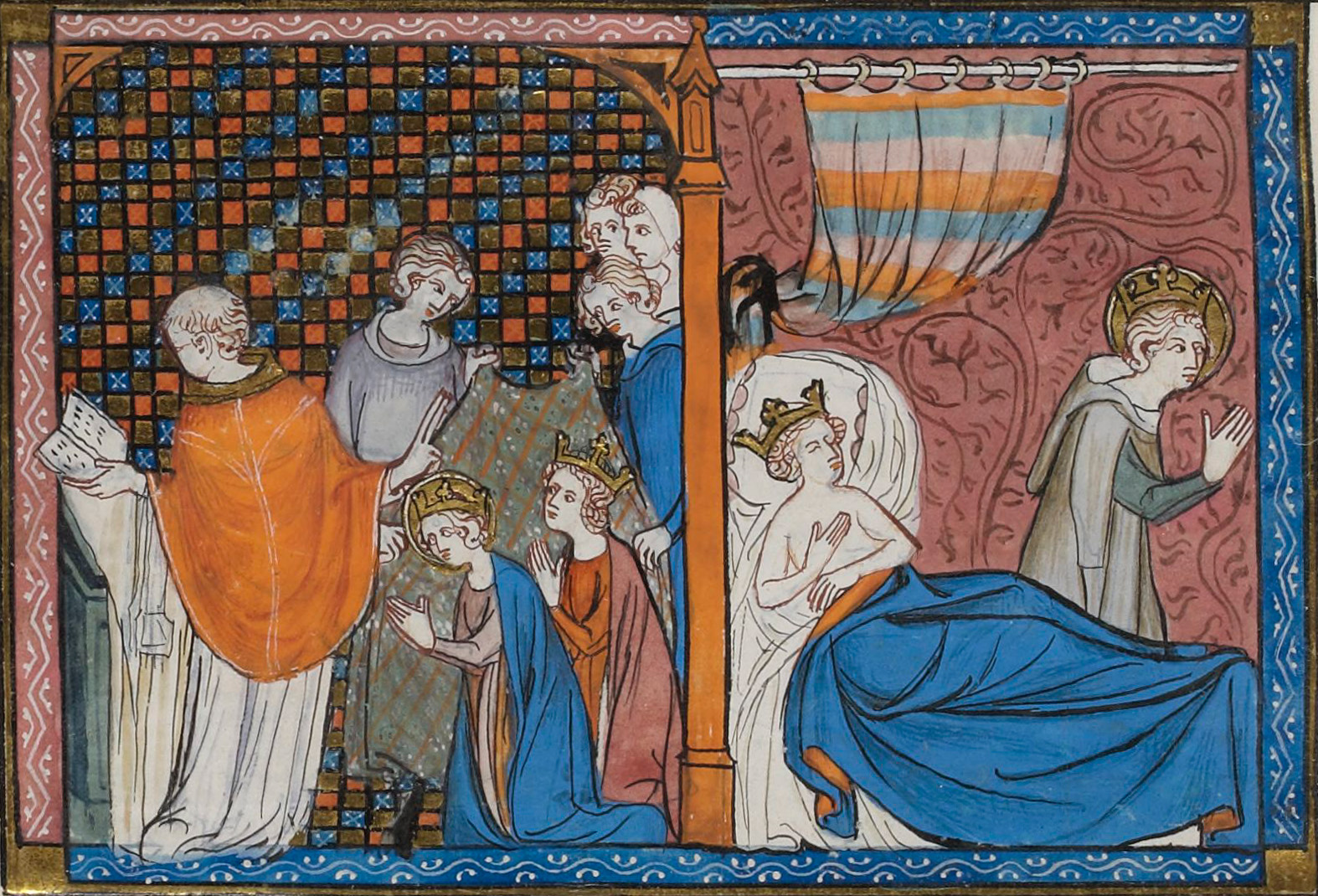
左为路易和玛格丽特的婚礼，右为王和王后练习禁欲。这幅微型彩绘采自圣帕丢斯的纪尧姆1330-1340年的《圣路易的生平与圣迹》（Vie et miracles de saint Louis），现藏于法兰西国家图书馆，编号为Fr.5716。

路易九世大概是在他20岁的1234年或他21岁的1235年被承认为成年:128。
南吉的纪尧姆认为王是依照自己的意愿选择配偶的，但雅克·勒高夫和热拉尔·希弗里认为，何时婚配取决于王及其母后和他们的主要臣属商议的结果:129。
选中的对象是普罗旺斯伯爵雷蒙·贝朗热五世四个女儿中的长女玛格丽特，她仅仅13岁，勉强达到了生育年龄。王派出戈蒂埃·柯尔努和让·德奈尔前去进行婚约谈判。1233年，王路易九世派驻图卢兹的专员吉勒·德弗拉吉绕道普罗旺斯，对年轻的未婚妻进行一些了解:129-132。路易和玛格丽特是远房亲戚，但是教宗额我略九世于1234年1月2日解除了他们因血缘关系而不得结婚的限制:131。
普罗旺斯伯爵和伯爵夫人1234年4月30日从锡斯特龙发出了一份文书，这份文书答应在1239年11月1日之内每年向王支付8000银马克，此外还把塔拉斯贡城堡交给法王作为抵押。王对这份文书进行了答复，他派出戈蒂埃·柯尔努和让·德奈尔前往普罗旺斯迎接新娘，并把她护送到举行婚礼的地方。戈蒂埃·柯尔努和让·德奈尔让人为王起草了一份婚约，约定王在当年6月1日的耶稣升天节前迎娶玛格丽特。1324年5月17日，雷蒙·贝朗热又主动提出再付给王2000银马克，但玛格丽特的大部分嫁资后来并未兑现:131-132。
1234年5月27日，路易和伊莎贝拉的婚礼在戈蒂埃·勒科尔尼的主持下于桑斯主教座堂举行。参加婚礼的来宾个个地位不同凡响，陪同路易的有他的母亲、他的弟弟罗贝尔和阿方斯和表哥葡萄牙的阿方索，此外还有包括鲁瓦的巴特罗缪在内的若干达官显贵，若干贵夫人充当玛格丽特的随从:132。婚礼分成两段进行。第一段在教堂外的广场进行，在玛格丽特的舅舅瓦伦斯主教萨伏依的纪尧姆的主持下，两位新人相互按右手，象征着他们彼此表示认同，然后两位新人交换环状物，最后两位新人相互祝福:133-134。婚礼的第二阶段主要是一场弥撒，为婚礼而摘选的经文段落当场朗诵或演唱:134。祈祷时，王登上祭台接受大主教的平安亲吻，然后将亲吻传递给年轻的新娘，以此向新娘承诺对她的爱恋与保护。最后一项是主持人为新房祝福，这是一种祈求生育的礼仪:134-135。婚礼的次日，即1234年5月28日，年轻的玛格丽特加冕为王后:135。
据王后普罗旺斯的玛格丽特的知己圣帕丢斯的纪尧姆很久以后透露，圣路易像所有虔诚且讲究礼仪的基督教徒一样，恪守教会“多俾亞三夜”的规定，以《多俾亞傳》中的多俾亞为榜样，洞房之夜连碰也没有碰新娘一下:135。

## 结束与英格兰的冲突

### 封建主反王联盟
圣路易的头号对手和法兰西君主制建设的主要威胁亨利三世，没有放弃收复被菲利普·奥古斯特夺回的英格兰曾经占有的法兰西领土。他否认法兰西国王收回父亲无地王约翰在法兰西西部的领地是正当合法的。由于英格兰贵族逼迫他的父亲颁布了大宪章，他的权力受到限制；亲英格兰的法兰西贵族，则把自己从法兰西国王的控制下解脱出来的希望寄托在他身上，亨利三世在很长时间里收复失地的愿望一直不甚强烈:149。
在法兰西，一场新的叛乱开始酝酿。首先，吕西尼昂的于格十世未能遵守协定：王后及其谋臣在1227年成功地把于格稳住，双方订立的婚约规定，于格的一个女儿要许配给法兰西的阿方斯，可是，阿方斯却于1229年与图卢兹的让娜订了婚，作为补偿，续约时议定将法兰西的伊莎贝尔许配给于格十世的长子和继承人日后的吕西尼昂的于格十一世，但是后者却于1241年娶了布列塔尼的约兰德，阿方斯则如约在1238年-1241年间的某个不曾留下记载的时间里与未婚妻图卢兹的让娜结了婚:150。此外在1241年，阿方斯成年并獲授骑士身份，他的王兄依据父亲的遗嘱，将普瓦图和奥弗涅赐给了他。阿方斯的新赐地把于格十世的拉马什伯爵领地夹在当中，于格十世本来是大封君法兰西国王的封臣，如今却成了低一个档次的小封君普瓦捷的阿方斯的封臣。尽管如此，于格十世最终仍向普瓦捷的阿方斯表示效忠称臣。他的妻子昂古莱姆的伊莎贝尔大为不快，她是无地王约翰的遗孀和亨利三世的母亲，依旧放不下王后的架子:150。
冲突爆发时，路易九世以婚约已毁为由，要求收回1230年他将他的妹妹许给小于格时交给于格十世作为抵押的圣让当热利的奥内斯。于格十世决定与王决裂，并随即把他在普瓦捷朝见封君时暂住的邸宅拆毁，并在1241年12月普瓦捷伯爵会见封君的庄严集会上，公开宣布不再臣服于这位伯爵。路易试图劝说于格回心转意，但徒劳无功，遂提请御前会议处理，御前会议宣布没收反叛者的采地。于格十世不失时机地组织了一个反对路易九世的联盟，普瓦捷的大多数贵族加入了这个联盟:151。英格兰国王一开始就对这个联盟兴趣十足，但是1238年的停战协定捆住了他的手脚:151。于格十世失势后，亨利三世决定加入联盟，以便行使他在法兰西的权力:152。

### 圣东日战争

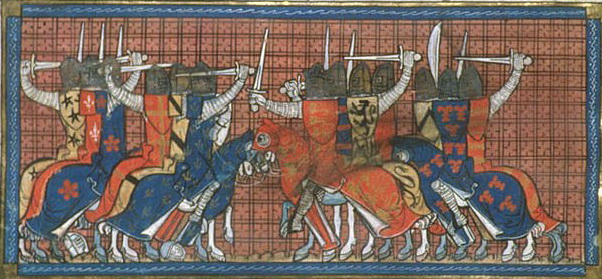
路易九世的军队和亨利三世的军队打仗，此图采自1332-1350年间《圣但尼编年史》，现藏于不列颠图书馆，编号为Royal 16 G VI。

圣东日战争持续了将近一年，从1242年4月28日一直打到1243年4月7日。雅克·勒高夫将战事分为三个阶段，1242年4月28日至7月20日为第一阶段，路易面对的仅仅是拉马什伯爵及其盟友，这是一场包围战；从1242年7月21日到8月4日为第二阶段，路易向英格兰人发起进攻，在圣特把他们击溃，并把他们赶到布莱；从1242年8月4日到1243年4月7日为第三阶段，路易转而攻击图卢兹伯爵，这场战争最终以亨利三世和路易九世议和结束:152。

#### 塔耶堡战役

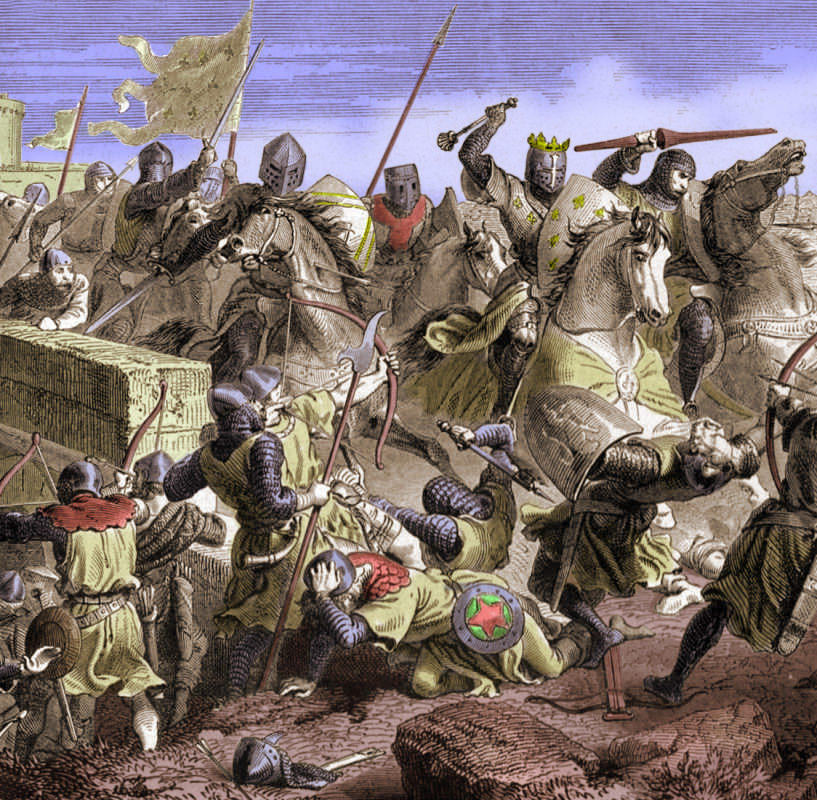
塔耶堡战役（La bataille de Taillebourg），这幅彩色蚀刻采自Paul Lehugeur于1880年所作《法军的历史》（Histoire de l'armée française）。

1242年4月28日，路易在希农召集王的封臣進行军事会议。5月4日，路易从普瓦捷发出进攻信号，他率领的军队包括1000辆战车、4000名骑士、20000名未获骑士身份的骑兵、士官和弓箭手。他的军队相继包围并攻下蒙特勒伊、贝吕热、丰特奈、普雷、圣日莱、托奈布通、马丢斯、托雷和圣塔菲尔:152-153。
亨利三世于5月9日离开朴次茅斯，13日在鲁瓦扬登陆。6月16日，他向路易宣战后，法军拿下了普瓦捷。7月20日，法军抵达塔耶堡。次日，两军在夏朗德河两岸对峙，法军在塔耶堡附近的石桥上把英军击退，英军匆忙撤向圣特:153。据南吉的纪尧姆记载，这场战役持续了很长时间，英军最终未能顶住法军的攻势，落荒而逃。法军见英军败退，紧追不舍，歼灭和俘获大批敌军。英格兰国王逃到圣特，当天夜里，他和于格十世带领残部逃离圣特城和圣特堡。次日7月24日早晨，圣特公民将圣特城和圣特堡的钥匙交给路易:153-154。
亨利三世退至蓬，但是蓬领主雷诺于7月25日投向已经到达科隆比埃的路易九世。次日，于格十世也投向路易九世。英格兰国王逃到巴尔贝齐厄，7月26日至27日夜里逃离巴尔贝齐厄。他逃到布莱，但是在法军进逼下不得不退出布莱，法王于8月4日进入该城，亨利三世返回波尔多:154。
路易九世的兵员在战斗中损失不大，但战斗结束后发生了流行性痢疾，造成大量死亡。路易本人也感染了痢疾，病的浑身无力，但总算活过来了，1242年8月经图尔返回巴黎:154-155。

#### 图卢兹伯爵归顺与休战
图卢兹的雷蒙七世虽然于1241年再度归属路易，此时却与普瓦捷的贵族和英格兰国王结盟:155。亨利三世溃败后，雷蒙七世于7月底与他在布莱会合，8月17日从埃莫里子爵手中拿回了纳博讷，夺取了阿尔比，宣布这两座城市重新并入他的属地:156。
圣路易刚刚取得塔耶堡战役的胜利之后，把两支军队派往朗格多克。富瓦伯爵罗杰四世立即背弃图卢兹伯爵，路易于是解除了他对后者的臣属关系。雷蒙七世迫于无奈，于10月20日向法王道歉，他放弃纳博讷和阿尔比，答应拆毁一些城堡，承诺尽速消灭自己领地上的异端分子，并最终实现了自己的十字军宿愿:156。
1242年10月至11月间，亨利三世下令围困拉罗歇尔，但未获成功。他曾于1242年6月派人送给妹夫神圣罗马帝国皇帝弗里德里希二世一份结盟对抗法王的计划，1243年1月8日再次致函弗里德里希，向他表示失望。1243年3月12日，他被迫和路易议和，双方协定停战5年:155,257。
1253年和1254年，路易九世准许亨利三世参观法兰西的丰特弗罗修道院、蓬蒂尼修道院和沙特尔主教座堂，丰特弗罗修道院中安葬着亨利的先人，蓬蒂尼修道院中安放着圣埃德蒙的遗骸，亨利与这位客死异乡的坎特伯雷大主教因发生分歧而不和。路易借此时机，邀请他的连襟亨利三世访问巴黎，一起欢度圣诞节。浓烈的亲情在两位王之间油然而生，一段时间后，路易把埃及苏丹送给他的一头大象转赠给亨利。同年，亨利提议续签停战协定，路易欣然同意:257-258。

### 巴黎和约

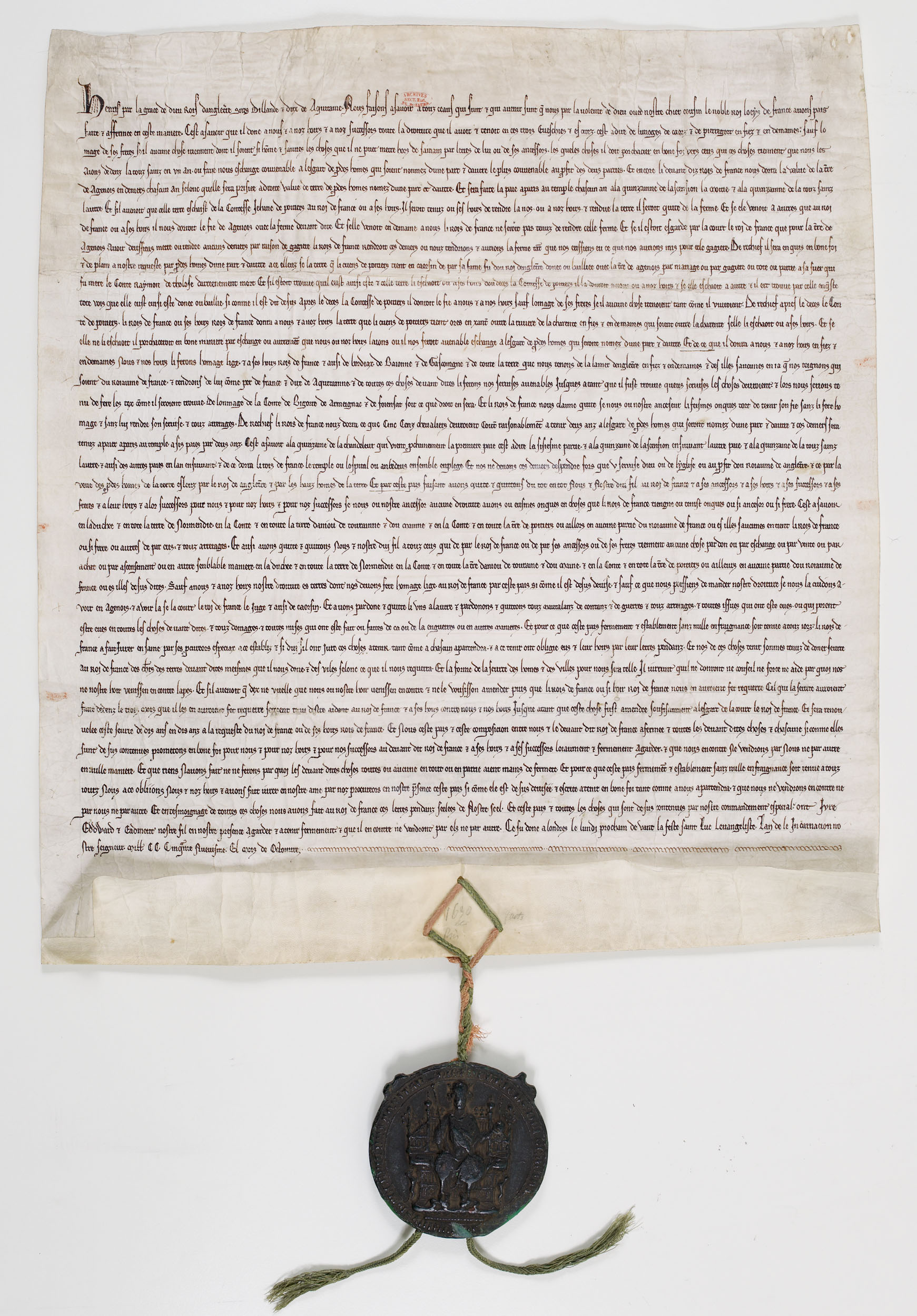
1259年《巴黎条约》，藏于国家档案馆

1257年，温彻斯特主教艾默·德瓦朗斯接受同母异父兄长英格兰国王派遣，肩负使命前去会见法兰西国王，一项使命是建议正式签订合约，用以取代在两国之间维持脆弱和平的停战协议。虽然亨利拒绝放弃先祖们在法兰西所拥有的土地，但两位王都不乏达成合议的愿望。双方的谈判旷日持久，十分艰难。1258年5月28日，亨利三世·金雀花和路易九世的代表签订《巴黎条约》:258-259。
通过签署该条约，路易和亨利结束了由菲利普·奥古斯特发起的卡佩征服金雀花领地的冲突。根据该条约，亨利三世永远放弃诺曼底、安茹、图赖讷、曼恩和普瓦圖，他可以从路易九世那里获得必需的款项，供养他那五百名骑士两年，此外在阿让奈的归属确定前，他每年还能从那里得到一笔收入。路易九世还把自己在利摩日、卡奧爾和佩里格等教区的庄园交给亨利三世:259。
1259年2月10日，康沃尔的理查德及其儿子批准了这份和约。2月17日，英格兰国王派员以国王的名义在威斯敏斯特批准和约。12月4日，孟福尔的西蒙五世和其夫人英格兰的埃莉诺对这份和约给予批准。最后亨利三世于11月14日前往法兰西，并于12月4日向路易宣誓效忠:259-260。

## 扩张王国

路易九世於1270年駕崩时的法兰西王國，其中紅色為王室领地。

依据路易八世在1225年的遗嘱中的决定，他的几个儿子都应在三分之一的王室领地中分得一份封地：罗贝尔分得阿图瓦；阿方斯分得普瓦捷和奥弗涅；查理分得安茹和緬因。路易九世虽然尊重父亲的决定，但把它作为自己的决定付诸实践。当弟弟们年满20岁时，他为他们授予骑士身份，把封地地交到他们手上。封赏政策当时并未成为肢解王国的工具：相反地，这项政策有效地消解了四兄弟之间的冲突。此外，他一丝不苟地重申拥有封地的条件，封地拥有者死后若无后嗣继承，封地將重新归入王室领地，此事后来于1271年发生在阿方斯身上:741-742。
在路易九世的统治期间，王国政府成功结束了路易八世在位時开始、围剿阿尔比异端分子的十字军行动，与桀骜不驯的图卢兹伯爵雷蒙七世达成协议。1229年3月，王太后布朗什、路易九世和雷蒙七世在莫城召集会议，于1229年4月11日签订《莫城-巴黎条约》。雷蒙七世不得不对年轻的法兰西国王宣誓效忠，割让自己近一半的领地，其中主要为前子爵、特朗卡维尔家族的雷蒙二世的领地。法兰西王国新添博凯尔和卡尔卡松两个新行政官辖区，圣座获得普罗旺斯侯國。伯爵也被迫在图卢兹建立一所大学。该条约还规定雷蒙七世的独生女和唯一继承人让娜須嫁给普瓦捷伯爵阿方斯，因此在不远后的1271年，这对没有生儿育女的夫妇先后离世，腓力三世將图卢兹伯国的剩余领地纳入了法兰西王国:107-109,747。
在香槟继承戰争的背景下，香槟伯爵亨利二世的次女香槟的菲利帕宣称对香槟伯國拥有继承权，向香槟伯爵蒂博四世的继承权发起挑战。菲利帕1223年回到法兰西后，和蒂博四世的冲突立即趋于紧张。1234年，她终于放弃她个人对于香槟伯爵领地所拥有的继承权来换取一笔四万里弗爾的现款和每年两千里弗爾的年金。但是蒂博四世无力支付菲利帕索取的这笔巨款，因此只得求助于路易，王国政府替他向菲利帕支付了应付的款项，但作为交换条件，蒂博四世放弃了对于布卢瓦伯國、夏特伯國、迪努瓦伯國以及桑塞尔伯國的繼承要求，将这些地方纳入王室领地:111-112。路易九世於1234年结婚后，将普罗旺斯地区艾克斯纳入勢力范围:129-130。
阿拉贡国王海梅一世的特使与路易九世的代表于1258年5月11日签署了《科爾貝條約》，后者放弃对法兰西在西班牙的旧有领地，尤其是加泰罗尼亚、塞尔达涅和鲁西荣的宣称权，作为交换条件，阿拉贡联合王国放弃对于普罗旺斯和朗格多克的土地要求。法兰西王国南部边境科爾比埃，由泰尔梅、达圭勒城堡、尼奥尔、克里比城堡、佩尔佩蒂斯城堡和皮洛朗斯城堡所保护，而薩爾斯堡、奧普勒-佩里約斯和佩皮尼昂则保护边境加泰罗尼亚:254-256。
最后，正如前文所述，英格兰国王亨利三世于1259年签订《巴黎条约》，放弃了对于诺曼底、安茹、图赖讷、曼恩和普瓦圖的土地要求，路易则把利穆赞、凯尔西和圣东日的部分土地交与英格兰国王:259。

## 公义王和争端平息者
身为基督教世界的君主，路易九世肩负公义和太平两大理想，它们的实现能为國王及其臣民带来永恒的拯救。路易九世的行动具有双重性。一方面，他努力在与國王有涉的事务中维护和平，试图消除引起冲突的根由，即使不能永远太平，至少也要长期太平。另一方面，他享有崇高的威望，所以对立的各方都请他进行仲裁，路易的行动与声望超越国界，他成了基督教世界的仲裁人和争端平息者:251。

### 亚眠调停

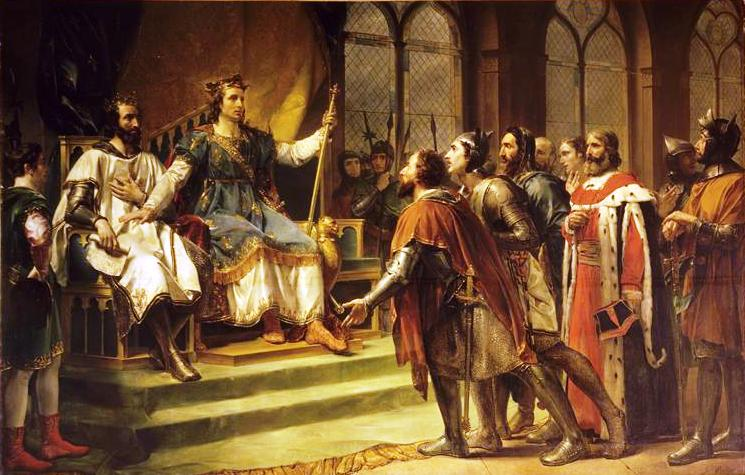
乔治斯·鲁热绘《圣路易在英格兰国王和贵族间进行调停》（Saint Louis médiateur entre le roi d'Angleterre et ses barons）（凡尔赛宫藏，1820年）

英格兰贵族为限制和控制王权所作的努力贯穿在整个13世纪中，其结果表现为1215年的大宪章、1258年的牛津条例和1259年的威斯敏斯特条例。反对派的领导人是英格蘭國王亨利三世的妹夫西蒙·德孟福尔:264。在教宗亚历山大四世及其继任者烏爾巴諾四世的帮助下，亨利三世解除了遵守牛津条例的誓言，但贵族们拒不接受教宗的决定。1263年12月，以亨利三世为一方，以英格兰贵族为一方，双方都要求路易九世进行调停，并事先言明尊重他的仲裁:264。
路易于1264年1月作出了亚眠仲裁：他首先认可了教宗关于废除牛津条例的圣谕；接着宣布，国王应该享有他以前拥有的全部权力和不受限制的主权。有人认为，亚眠调停不是真正意义上的仲裁，而是法兰西国王作出的裁决，其身份是英格兰国王的封君，因而也就是英格兰贵族的封君的封君:265。

### 弗兰德遗产
佛蘭德女伯爵玛格丽特二世第一次结婚，嫁给了阿韦纳的布沙尔四世，与他生了几个儿子，但这桩婚姻被宣布无效。玛格丽特第二次结婚，嫁给了当皮埃尔的纪尧姆二世，与他也生了几个儿子。玛格丽特二世两次婚姻所生儿子于是发生争执，阿韦纳家族强调他们拥有排行靠前的继承权，当皮埃尔家族则视他们同母异父的哥哥是无效婚姻所生的私生子，不拥有继承权:252。
争执双方多次请求路易九世对此事进行干预，请求有时來自阿韦纳家族，有时来自当皮埃尔家族，有时则出于路易九世本人的主动，因为他是争执双方的封君。1235年，路易九世提出一项不公平的土地协议，主张将遗产的七分之二分给阿韦纳家族，七分之五分给当皮埃尔家族:252。
1246年，作为十字军出征前稳定国内局势行动的一部分，路易和教皇使節沙托鲁的欧德，以埃诺归属阿韦纳家族，弗兰德归属当皮埃尔家族为基本条件，共同拟定了一份协议。玛格丽特二世承认其子纪尧姆二世的弗兰德伯爵头衔，纪尧姆后来随路易出征，1250年随大贵族们一起返回法兰西，翌年在一次意外事故中丧生，玛格丽特二世承认他的弟弟居伊为弗兰德伯國的继承人。教廷最终承认埃诺伯爵让一世是合法继承人，可是，玛格丽特二世拒不承认让的埃诺伯爵头衔，只把那慕尔伯國留给他:253。
此后，当皮埃尔兄弟以及许多法兰西大贵族在玛格丽特二世的怂恿下，试图夺回澤蘭伯國，不料却于1253年7月被罗马人的國王威廉俘获。玛格丽特二世向安茹伯爵查理求援，答应把应属于阿韦纳家族的埃诺伯國送给他。夏爾一世接受了她的条件，出兵占领了瓦朗謝訥和蒙斯；不过，他听从谋士们的规劝，避免与罗马人的國王发生武装冲突:253。从十字军东征归来的路易九世对弟弟的举动十分恼火，决定对此事进行干预：他重申1246年协定的主要精神，这一调节方案称为佩罗纳谅解。可是，埃诺此前已经给了查理，路易九世为了说服弟弟让出埃诺伯國，同时又不让他失去顏面，遂让玛格丽特二世高价赎买埃诺伯國。此外，玛格丽特二世还得向威廉支付一笔巨额赎金，用以换取当皮埃尔兄弟的释放；不过时隔不久，她的儿子博杜安就与她重归于好:253-254。

### 皇帝與教宗冲突
基督教世界的两大巨头神圣罗马皇帝腓特烈二世和教宗之间爆发激烈冲突，在冲突中，路易九世对这两位巨头一贯保持中立的态度:164。身为强大的基督教君主，问题在于要让他们各得其所应得：在宗教领域里要对教宗表示儿子般的驯服和尊敬，对神圣罗马皇帝象征性的优先地位则要给予正式和谦恭的承认。但是，路易既不让教宗也不让皇帝干预他对世俗事务的管辖，并要求他们尊重他在世俗事务中的独立地位:164。

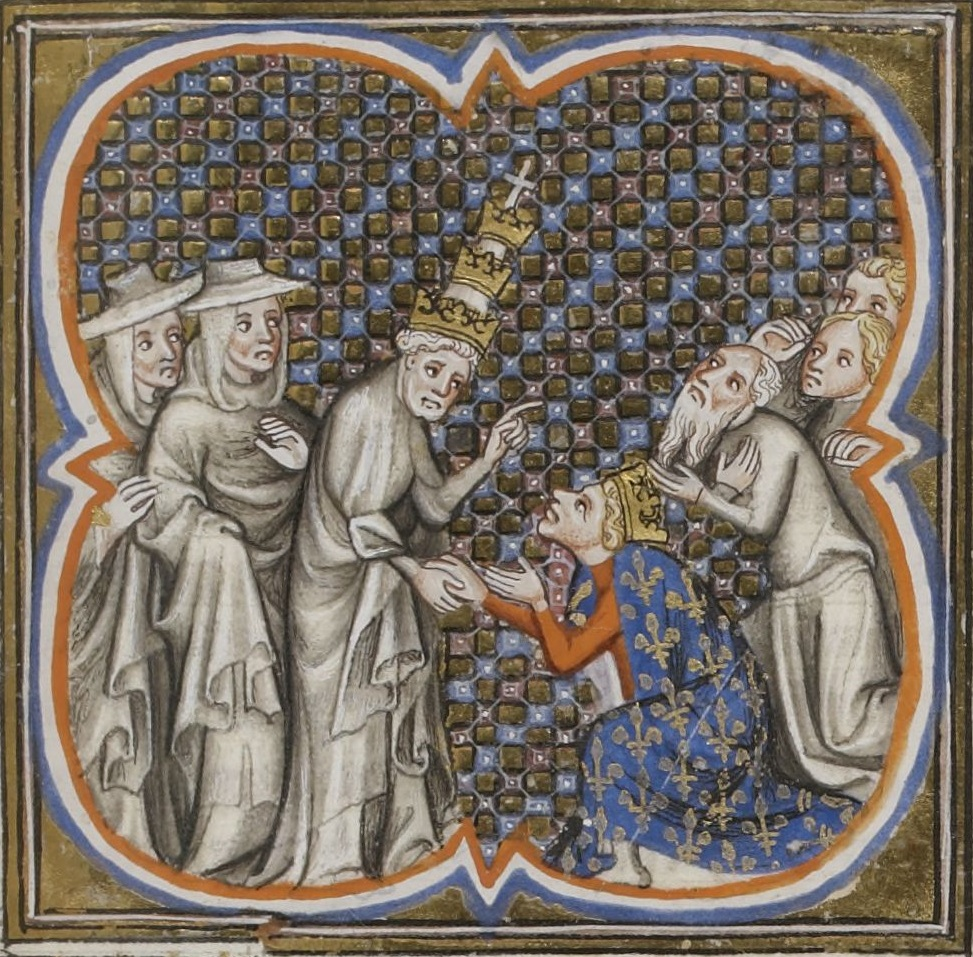
法蘭西國王路易九世於克呂尼会见頭戴三重冕教宗依诺增爵四世，这幅微型彩绘取自《查理五世法兰西大編年史》（法兰西国家图书馆藏，编号Fr.2813）

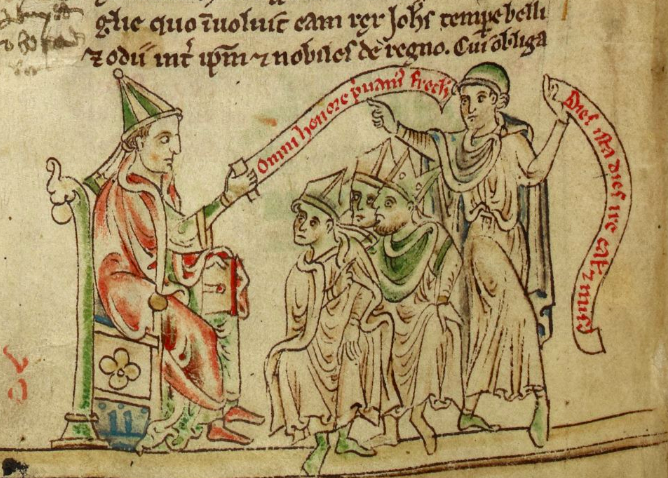
教宗依诺增爵四世於第一次里昂公會議中絕罰神聖羅馬皇帝腓特烈二世，取自馬修·帕里所著《英格蘭史》（不列顛图书馆藏，编号Royal MS 14 C VII）

1240年，教宗額我略九世想要废黜神圣罗马皇帝腓特烈二世，路易九世替弟弟阿图瓦伯爵罗贝尔婉谢了額我略九世赐予的皇位。可是，一支运送若干神职人员前去参加额我略九世召集的公会议的船队于1241年5月3日被效忠于腓特烈二世的一支比萨共和國船队击败，高级神职人员成了腓特烈二世的俘虏，其中有几名大主教、主教和修道院院长:164。路易九世此番得到消息后，立即派遣科爾比修道院院長和骑士熱爾韋·德埃斯克雷（Gervais d'Escrene）向皇帝讨要被俘人员。但是，由于腓特烈二世事先曾请求法兰西国王不让这些高级教士出境去参加教宗的会议，回答路易九世说：“如果凯撒把前来搅得他惊恐不安的人扣留不放，并让他们惊恐不安，陛下不应为此而感惊奇。”路易派遣克吕尼修道院院長考特尼的休（Hugh de Courtenay）往见腓特烈二世，并在信中说“法兰西王国尚未孱弱到任由您摆布的程度”:165。这篇声明迫使腓特烈二世作出退让，腓特烈二世害怕惹怒路易九世，释放了王国的高级神职人员:166。
教宗额我略九世于1241年8月去世，策肋定四世只当了12天教宗便撒手人寰，依诺增爵四世于1243年6月接任教宗，与腓特烈二世的冲突立即趋于尖锐。教宗为躲避腓特烈二世攻击，致信路易九世寻求庇护:167。然而，路易九世礼仪周详的回答使者，他征询了贵族们的意见，他们建议拒绝教宗的请求，以维持中立的态度。依诺增爵四世流亡，落脚在深受法兰西影响且几乎是独立城市的里昂。1244年12月27日，教宗宣布将在里昂召开公会议，要求皇帝在公会议上接受审讯，为自己进行辩护，并听取判决。路易也受邀参加公会议，但是他出于避免卷入纠纷过深的考虑，未接受邀请，他建议在克吕尼会见依诺增爵四世，希望借此促进他与腓特烈二世的和解:167-168。会谈中，依诺增爵四世加强了对于十字军的支持，但拒不向腓特烈二世作出任何和解的表示:168。
路易九世的此次尝试未能成功，1246年，他再次为腓特烈二世向依诺增爵四世说项。但是，当他于1247年获悉腓特烈二世调集大军向教宗驻地里昂进发后，立即派遣重兵前去保卫依诺增爵四世。已经进抵阿尔卑斯山的腓特烈二世随即撤回帕尔马。然而，此后路易继续奉行平衡政策，与腓特烈二世的关系依然热枕真挚:168-169。

### 路易九世对蒙古人的幻想
路易九世在位正值蒙古第二次西征，1241年蒙古帝國軍队於列格尼卡戰役擊敗波蘭王國及條頓骑士团聯軍，又在蒂薩河之战消滅匈牙利王國國王貝拉四世的軍隊，攻占了其首都布達佩斯，此次西征令波蘭和匈牙利元氣大傷，神圣羅馬帝國皇帝康拉德四世於7月1日召集了一支大軍隨時備戰。帝國轄下的诸侯國奧地利大公國的維也納亦處於圍攻之中，但基督教世界仍抱有劝说蒙古大汗皈依基督教的希望，至少希望他能与基督教徒携手抗击穆斯林。基督教世界最先对蒙古人感到好奇的是教廷，教宗依诺增爵四世为寻找大汗于1245年派出了三个使团。两个使团从圣地出发，其中一个由道明会士安德鲁·德·隆如莫率领，另一个由道明会士伦巴第的阿斯林率领，协助他的是法兰西道明会士圣康坦的西蒙；第三个使团经由波希米亚、波兰、基辅和伏尔加河下游，为首的是乔瓦尼·柏郎嘉宾，他见到了元定宗贵由，并且参加了他的继位大典:564。圣路易对这些探险予以关注:565。
1248年法兰西国王在塞浦路斯逗留期间，见到了亞美尼亞和波斯的蒙古统治者野里知吉帶派遣的使者。野里知吉帶告诉路易，“贵由汗已为协助他征服圣地和从萨拉森人手中解救耶路撒冷作好准备”，并建议当他进攻巴格达时，路易在埃及登陆，以使埃及和叙利亚的萨拉森人不能联合:565:442-443。路易连忙派遣包括安德鲁·德隆如莫在在内两名布道师前去觐见贵由汗，两位布道师随身带去了两顶用作小圣堂的帐篷，帐篷用猩红色呢绒制成，价值连城；此外还带去了一些“画像”，用以显示基督教的主要崇拜对象:565。但是贵由在使节抵达朝廷前驾崩，因此没有出现任何具有实质性的成果；当时摄政的海迷失礼貌地拒绝为基督教徒提供帮助:348。1249年传来消息，撒里答已经受洗皈依基督教。路易将方济各会士吕布鲁克的纪尧姆作为新的使者派出，因为担心再次碰钉子，没有给予吕布鲁克官方使者的正式头衔。吕布鲁克会见了撒里答，后者其实仅仅在名义上皈依基督教，撒里答把吕布鲁克引荐给了当时驻在哈拉和林的元宪宗蒙哥。然而与此前几个使团相比，吕布鲁克并未获得更多成果，他于1255年回到塞浦路斯:565-566。
1259年，欽察汗國的别儿哥汗要求法兰西国王对其臣服效忠。然而在1262年4月10日，后者却收到伊儿汗國大汗旭烈兀请求和平援助抗擊埃及馬木留克的来信:566。这位自诩为“背信弃义民族的摧毁者及基督教友善和热情的维护者”的大汗，强调了他对他的帝国境内和他作战时到过的那些地区的基督教徒的友善态度，宣布他将释放被征服地区内所有被俘后沦为奴隶的基督教徒。旭烈兀试图进攻埃及，为此需要船只，可是他没有。他向路易求援，而后者此时大概已经获悉旭烈兀答应基督教徒恢复耶路撒冷王国的许诺。但是，在这封信中旭烈兀不了解教宗只是精神领袖，圣路易才是基督教世界最强大的王，不能接受大汗声称拥有的主权。法兰西国王于是对使者的请求表示回绝后，请他前去罗马；教宗与这位使者商谈了数年，没有任何结果:566-567。

## 王国改革

### 司法改革

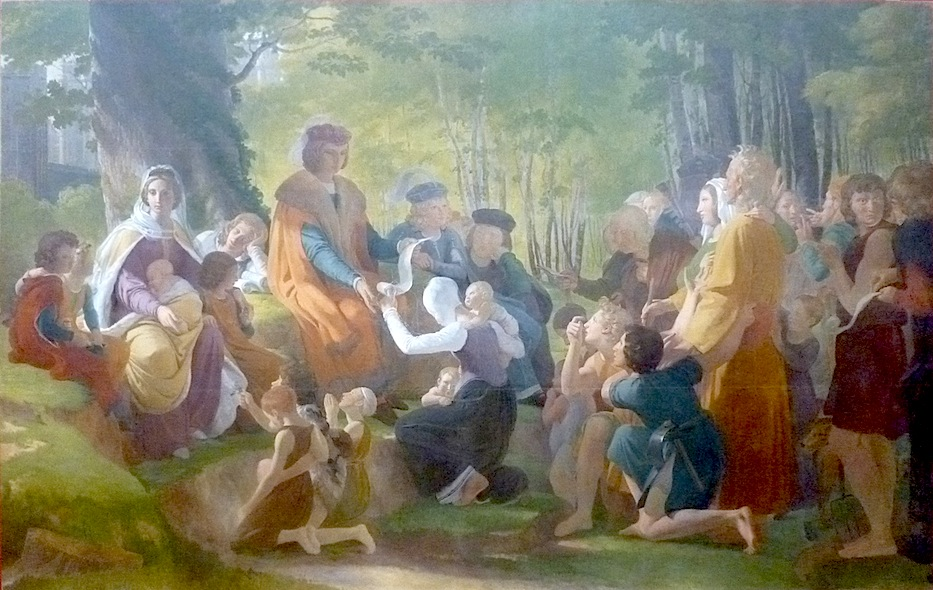
《圣路易斯在万森的橡树下伸张正义》（Saint Louis rendant la justice sous le chêne de Vincennes），皮埃尔-纳西斯·盖兰绘于1816年，藏于昂热画廊博物馆

1245年路易九世发布国王四十日。该敕令规定，每当武装冲突即将发生时，王有权命令冲突双方休战40天；这个敕令并禁止私人之间的战争。因此在休战期满之前，任何私战报复都不被允许，以缓和紧张局势:705。
1254年路易九世颁布了“大敕令”（Grande Ordonnance），这份文书又称为《总则》（statutum generale）、《圣路易规章》（statuta sancti Ludovici）或“王规章”（establissement le roi），旨在对王国政府中最重要的东西进行深刻的改革:271-218。然而，1254年大敕令实际上是1254年7月至12月间路易发布的若干文书的汇编。这些文书取消了邑督所制定的侵犯旧地方习俗的措施:218。这些文书还要求王国的官员今后必须“主持公道，不因人而异”，不接受任何送给他们自己或家人的礼物。任何人未经审判不得課以罚款，任何未經判刑的嫌犯都应推定为无罪；官职不得妨碍小麦运输，这项措施旨在预防饥荒，制止囤积粮食。12月大敕令增添了一系列廉政措施，对于所有王国官员来说，亵渎神明、掷骰子赌博、放贷、逛妓院和进小酒店都在严禁之列:219。受到大敕令限制的不只是王国官员。为了让他的臣民得到拯救，王禁止嫖妓、亵渎神明、用骰子赌博和制造骰子，以及十五子游戏如象棋和跳棋，严厉禁止赌博和博彩。最后，小酒店得到保留，只有旅客可以进，定居在城里的居民不准进入:219-220。
1256年再次颁布“大敕令”。重新颁布的大敕令与1254年的大敕令文本有着明显的区别，1254年的大敕令主要是对邑督的指示，修改后的1256年大敕令成了真正的以全国民众为对象的国王敕令:224。在这个新的王家敕令中，路易删掉了任何酷刑的参考，并且在一些问题上有所放松，特别是禁止卖淫这一点:224-225。妇女的继承权和对她们的嫁妆所拥有的权利应该切实得到尊重。妇女被认为是弱者，王国的法律应当对她们予以特殊的保护。路易拒绝因丈夫的过失而处罚妻子:227。
1261年的一通王敕令废除了已由第四次拉特朗公會議明令禁止的神意裁判。神意裁判的取证办法有多种：被告将手伸进火中或滚烫的水或油中，如安然无恙，即证明其清白；被告可与原告进行决斗，若获胜，即证明其清白，路易以“理性”证据尤其是證人举证代替上述这些取证手段:243-244。

### 货币改革

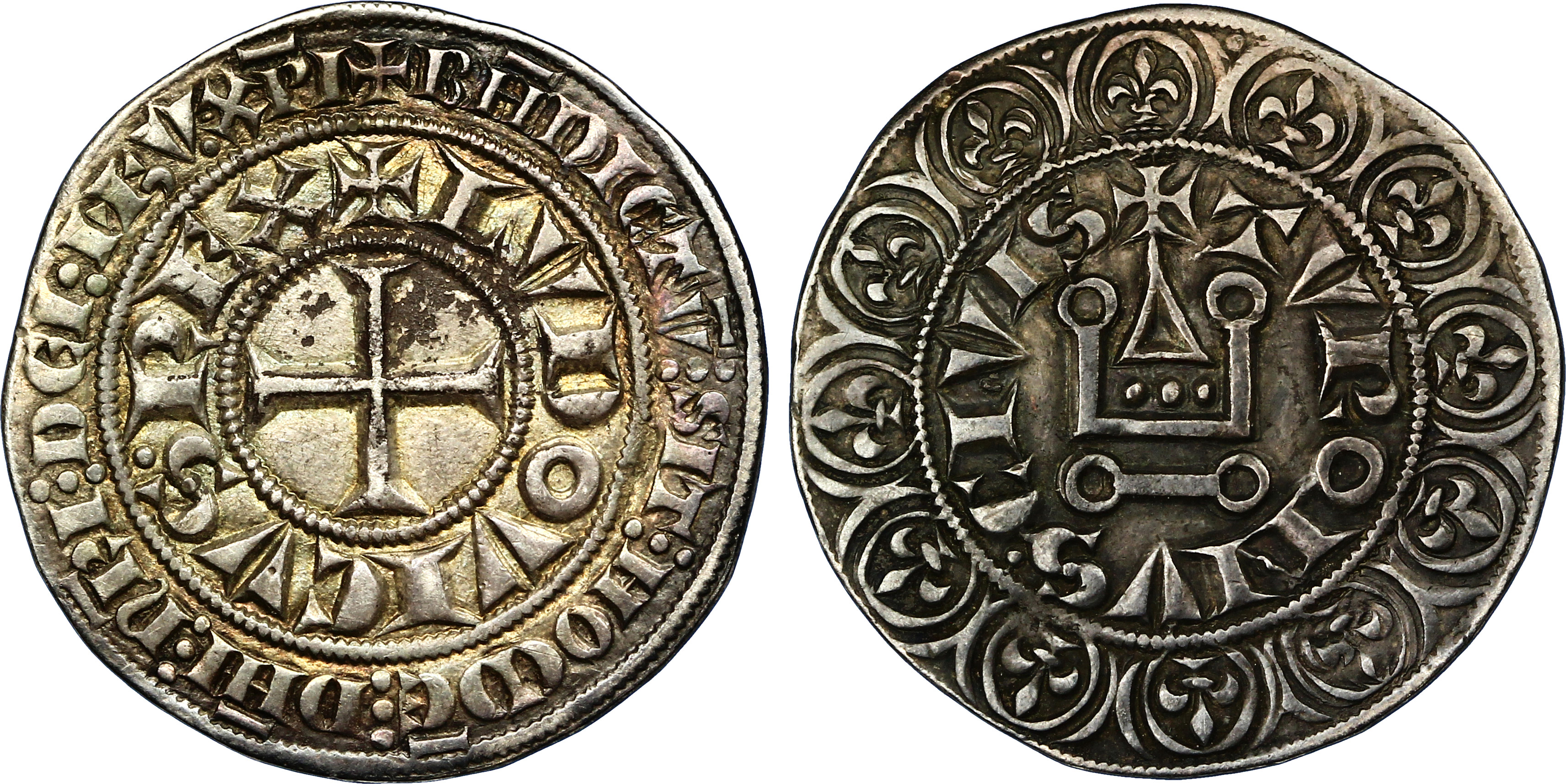
路易九世时发行的图尔造的大锂正反面

路易九世在位末期1262年至1270年间大力进行货币改革，货币改革首先是经济发展和货币经济扩展的结果。1262年敕令禁止制造假币，建立国王钱币在全国流通的垄断权，获准铸造钱币的领主所铸造的钱币，今后它们只能在他们各自的地域内流通:245-246。1262年至1265年之间颁布了两通敕令，禁止在王国内使用英格兰钱币——英镑。其中一通大约颁布于1262年至1265年之间的敕令要求王的臣民宣誓不使用英镑；另一通颁布于1265年的敕令把1266年8月中旬定为英镑在王国流通的最后日期:246。
1265年的另一通敕令禁止仿造国王钱币，规定国王钱币继续享有在全国流通的特权，但特许一些地区铸造地区性货币。1266年7月敕令决定按照新的重量和贵金属含量标准重新在巴黎铸造辅币，同时发行一种图尔造的大锂。最后，1266年至1270年见颁布的一通敕令，规定铸造一种新的金币——埃居:246。巴黎铸造辅币和金币埃居都不成功，与此相反，图尔造的大锂却不仅在法兰西大获成功，在国际市场上也颇受青睐，其盛势一直持续到14世纪:248。

### 调节卖淫
正如前文所述，路易从圣地返回时，想在国内恢复秩序。因此，1254年他在全国范围内禁止卖淫。妓女被撵出市区，到远离教堂和公墓的城外落脚。胆敢向妓女出租房屋者将受到没收一年房租的处罚:219。
在1256年再次颁布的大敕令中，王对卖淫采取的政策从禁止松向严加控制。妓女被赶出城市中心区和宗教圣地的周围，但在其他地方则不予干涉:224。

## 建筑者和赞助人

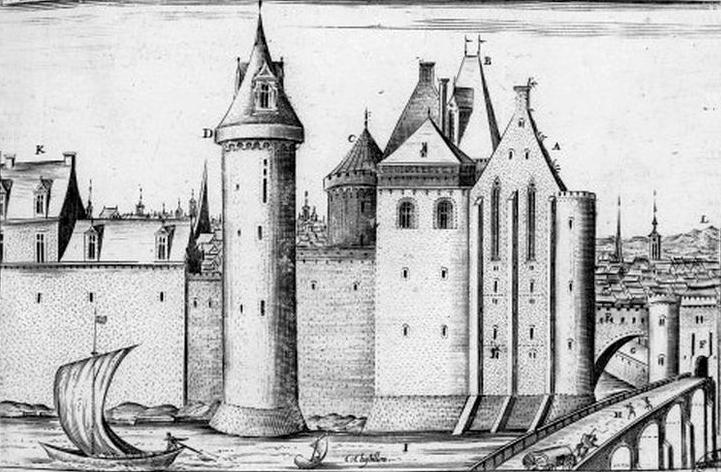
中世纪城堡的塔楼，克劳德·杰士德伦作于1644年-1648年的雕刻画。

在路易九世统治时期，许多大教堂拔地而起。一些大教堂已经建成，一些大教堂即将建成，一些大教堂尚未完工或正在大规模改建。因此，路易目睹了沙特尔主教座堂、亚眠主教座堂、兰斯主教座堂、鲁昂主教座堂、博韦主教座堂、歐塞爾主教座堂和巴黎圣母主教座堂的建设:587-588。王资助和安排修建了许多女修道院、教堂和修道院，但他对这些建筑的基础作用鲜为人知:588。
罗伯特·勃瑞纳指出，巴黎的建筑艺术在路易九世在位期间“成为一种特别优秀的艺术”，他称其“宫廷风格”。巴黎之所以变成一座艺术之都，既是由于优雅的建筑，也由于那里有许多泥金裝飾手抄本、象牙工艺品、刺绣、緙織壁毯、珠寶、宗教礼仪用品、玉雕和仿古宝石等。除了公用建筑外，王还推动了三类建筑的发展。一是军用建筑，例如艾格莫尔特城墙和圣地的雅法。二是民用建筑，例如图尔城堡；宗教建筑更是有长足的发展:588-589。

### 创建宗教建筑

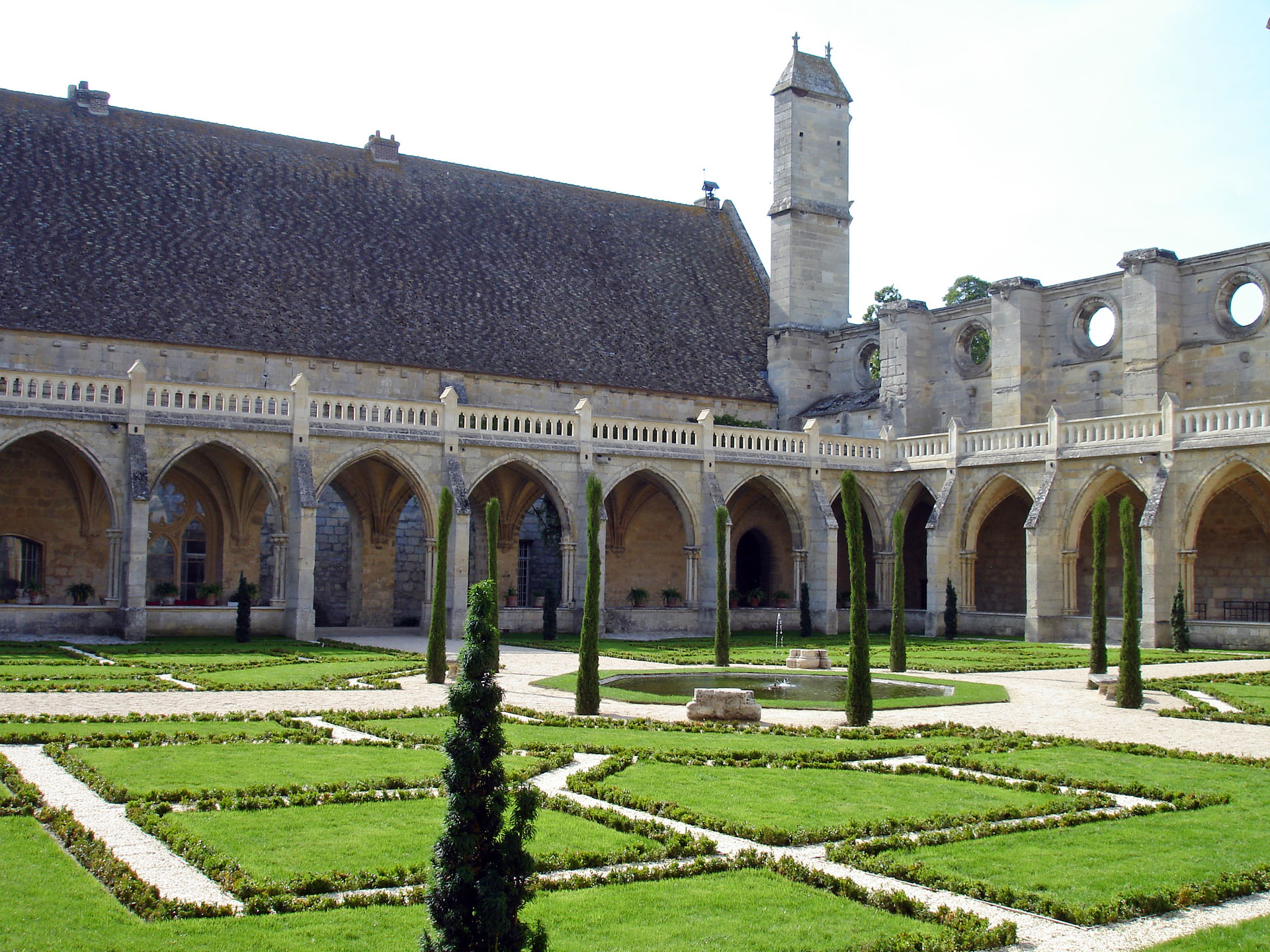
鲁瓦尧蒙修道院

路易八世在遗嘱中留下了一大笔款项，用以在巴黎近郊修建一座修道院:121。为了修建这所筹划中的修道院，路易九世及其母后在瓦兹河畔阿涅尔的近旁选中了一块地皮，王为了不时到这地方去小住，买下了这块地皮。这地方原来叫做屈蒙（Cuimont），后来改称鲁瓦尧蒙（Royaumont，意为“王家山”），这个地名表明了这所未来的修道院与王室的紧密联系:123。路易和卡斯蒂利亚的布朗什于正值路易在位早期的1229年至1234年间建成鲁瓦尧蒙修道院后，就把它交给熙笃会管理，没有按照先王在遗嘱中的指定交给圣维克托修道院:121-122。
熙笃会改革修道院的主张对于路易产生很大吸引力，鲁瓦尧蒙修道院的修建也是少年王显现其谦卑和苦行的一个机会。在整个施工期间，路易密切关注施工进展情况，并亲临现场积极参与施工帮助工匠，每天抬运数框石块和灰泥:122。

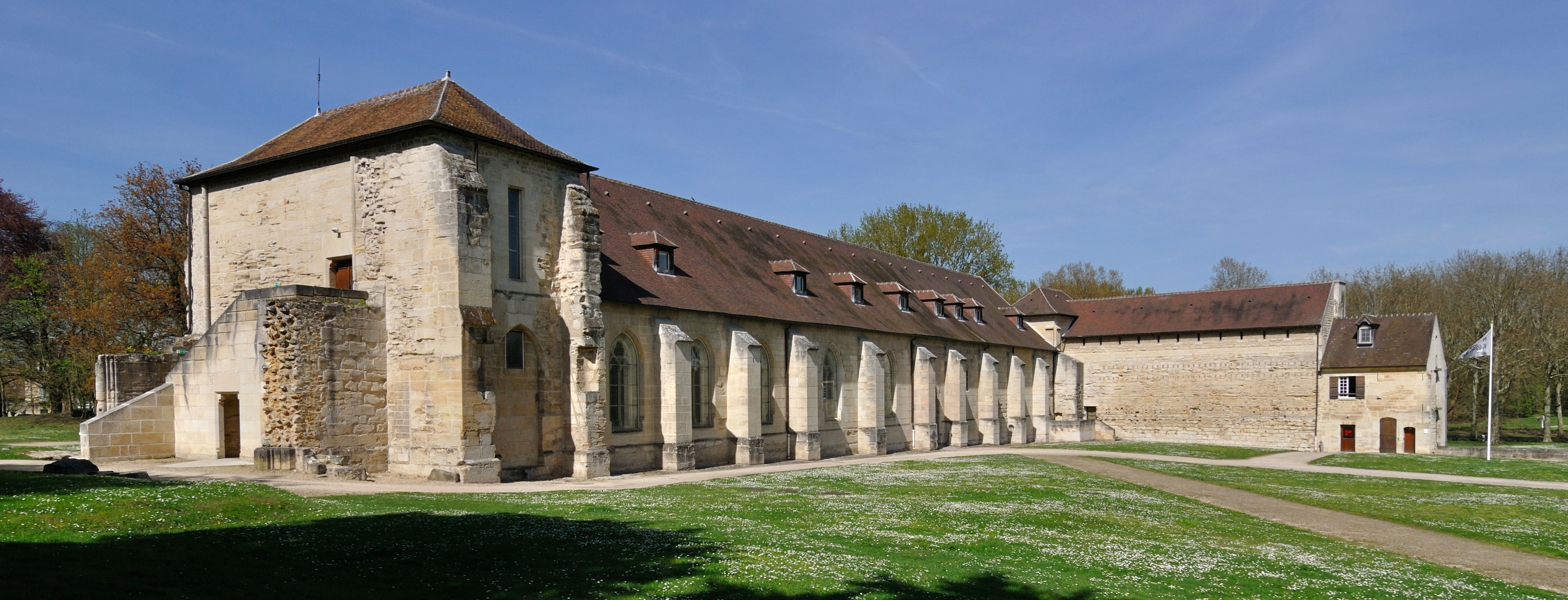
莫比松修道院

1231年在路易九世的建议下，圣但尼圣殿主教座堂的内部在院长欧德·克莱芒任上（1228年-1245年）进行了彻底的改建，叙热为某种风格和某种建筑思想提供了启示:358,587。1267年，路易九世迁移法兰克三个王朝的诸王遗体到新王家墓地，表明历朝法王都是一脉相承的:281-282。

### 索邦大学

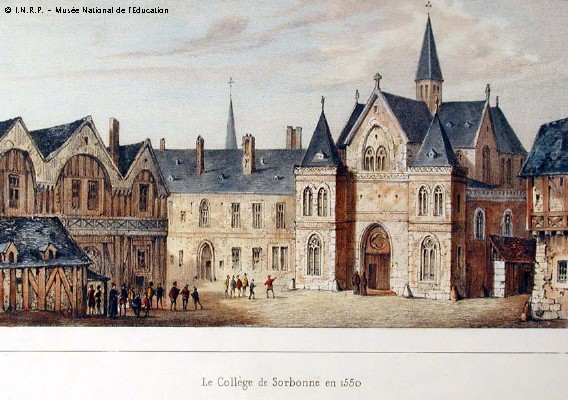
黎塞留重建前的索邦大学，刻于1850年

1253年，路易九世和他的随行神职人员忏悔师朋友罗贝尔·德索邦共同创建索邦學院，供文科教师和攻读神学的学生就读:600。

### 防御工事

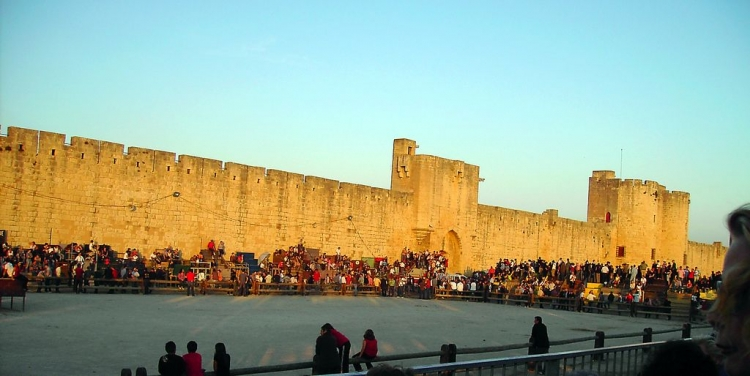
艾格莫尔特城墙

1240年第七次十字军东征，路易选定了艾格莫尔特作为海军基地，建设将要在此安全出发和返回的港口。这个新港优于政治上不大可靠的纳博讷和蒙彼利埃，纳博讷与图卢兹伯爵关系密切，蒙彼利埃受阿拉贡的影响。也优于法兰西领土以外的港口，例如马赛；又如热那亚，这是腓力·奧古斯都率领十字军出发的港口。艾格莫尔特从此成为“耶路撒冷之路”（iter hierosolymitanum）的起点和终点，雅克·勒高夫说它是法兰西中世纪城市建设中最辉煌的成就之一:176-177。

## 教会的影响

### 圣堂和崇敬圣物

#### 获得圣物

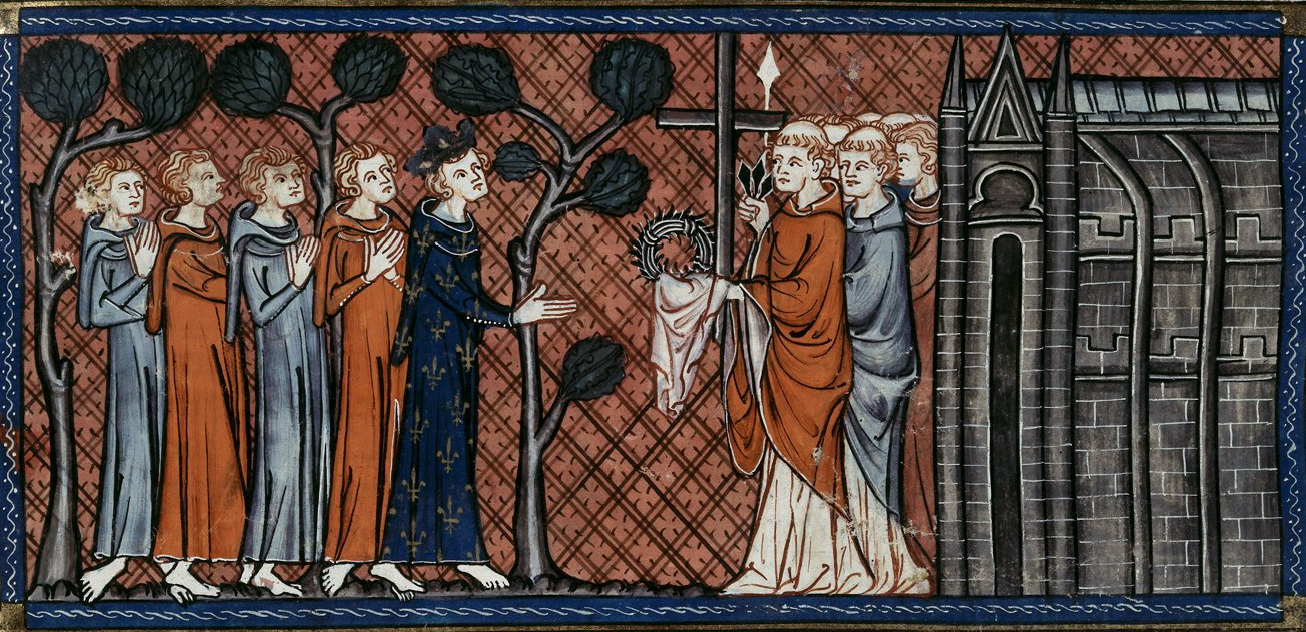
路易九世接到圣物，此图采自1332-1350年间《圣但尼编年史》，现藏于不列颠图书馆，编号为Royal 16 G VI。

在13世纪的基督教世界里，拥有圣物是虔诚的重要标志，也是威望的源泉。然而在1237年，埃诺伯爵博杜安六世的外甥库尔特奈的博杜安二世前往法兰西，请求他的表侄路易九世提供支援抗击希腊人。路易从博杜安那里得到消息，君士坦丁堡的拉丁贵族们需要钱，准备把耶稣受难时带在头上的用荆棘编成的冠冕出售给外国人:140-141。荆棘冠是君士坦丁堡最珍贵的圣物，博杜安恳请路易和卡斯蒂利亚的布朗什助他一臂之力，不让圣物落入外国人手中。国王及其母后想要得到圣物，若能得到圣物，不但能满足他们的虔诚之心，而且会带来巨大的荣耀:141。
博杜安二世从巴黎派出两个信使，信中下令将荆冠交付给路易派出的两个特使雅克和安德烈，两个会使都是道明會士，安德烈曾任君士坦丁堡道明會修道院院长，有能力辨别荆冠的真伪:142。博杜安和路易分别派遣的特使抵达君士坦丁堡后获悉，由于急需用钱，拉丁贵族们在此期间已经以荆冠作为抵押品，向威尼斯的钱庄借债。倘若在圣杰尔威和普罗泰的殉难日6月18日之前不能赎回，荆冠就归威尼斯人所有，并将送往威尼斯。可是，博杜安和路易的特使偏偏在限期之前抵达君士坦丁堡，同威尼斯人进行了谈判，威尼斯人最终同意把圣物让给法兰西国王，但荆冠在送往法兰西以前应该先送到威尼斯:143-144。双方的谈判于1238年12月结束。尽管严冬季节不利于航海，希腊人通过他们的间谍已经获悉这笔圣物交易和即将由海路运送的消息，准备劫夺圣物。可是，圣物平安抵运威尼斯，在圣马克大教堂展出。安德烈修道士留在威尼斯监护圣物，雅克修道士前往巴黎向路易及布朗什报告好消息。他急匆匆地返回威尼斯时带来了一大笔贷款（具体数目不明）和博杜安二世的特使，特使是博杜安许下的承诺和运作的保证人。在重新开启的谈判中，威尼斯人没敢抗拒博杜安的意愿和路易的坚决要求，极不情愿地看着荆冠踏上踏上了去往法兰西的路程。此次不走海路而走陆路了，为了增加安全系数，运送圣物的队伍中得到了神圣罗马帝国皇帝弗里德里希二世的帝国护卫队的护送，这是基督教世界非教会安全事务中的最高司法保障:144。路易亲自赶来迎接好不容易得到的荆冠，领来了母亲、弟弟、戈蒂埃·科尔努、叙利的贝尔纳以及许多贵族和骑士，他们在维尔纳沃拉尔舍韦屈厄迎到了圣物:144。
翌日，圣物经由約訥河和塞纳河运送到万塞讷。圣物供奉在一个高台上，供来自四面八方的民众瞻仰。然后举行隆重的入城式，赤着脚、只穿内衣的路易和他的弟弟罗贝尔抬着盒子，后面跟着同样光着脚的高级神职人员、教会人士以及平信徒和骑士。圣物在圣马利大教堂中稍事停留。圣物最终走完了行程，安放在王宫内的圣尼古拉小经堂中:146。
由于皇帝博杜安依然十分拮据，而且日甚一日，路易趁机以巨款收集了耶穌受難时的其他一些圣物。1241年，他获得了真十字架的一大部分、圣海绒以及命運之矛:146。

#### 建造圣堂

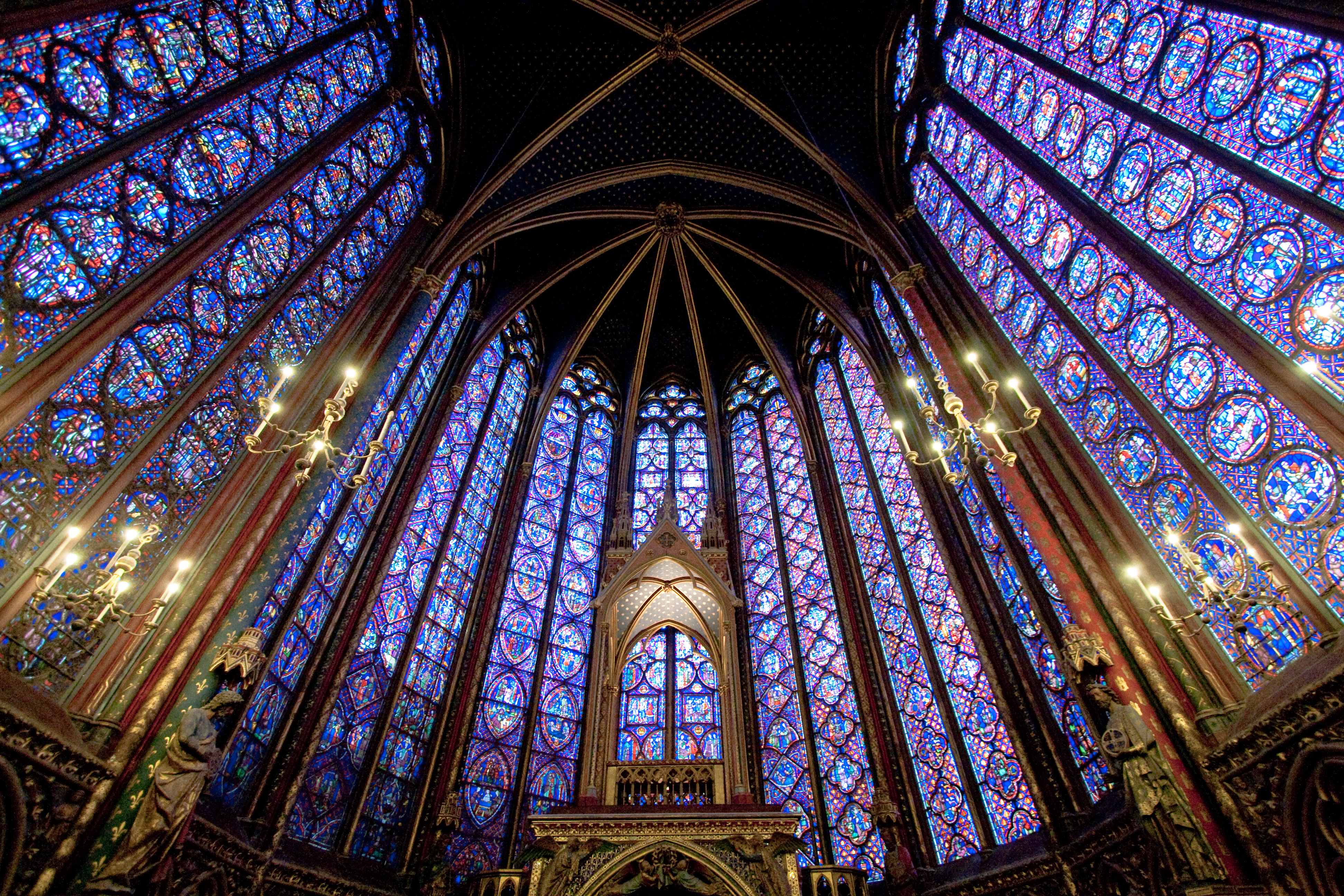
聖禮拜堂内部

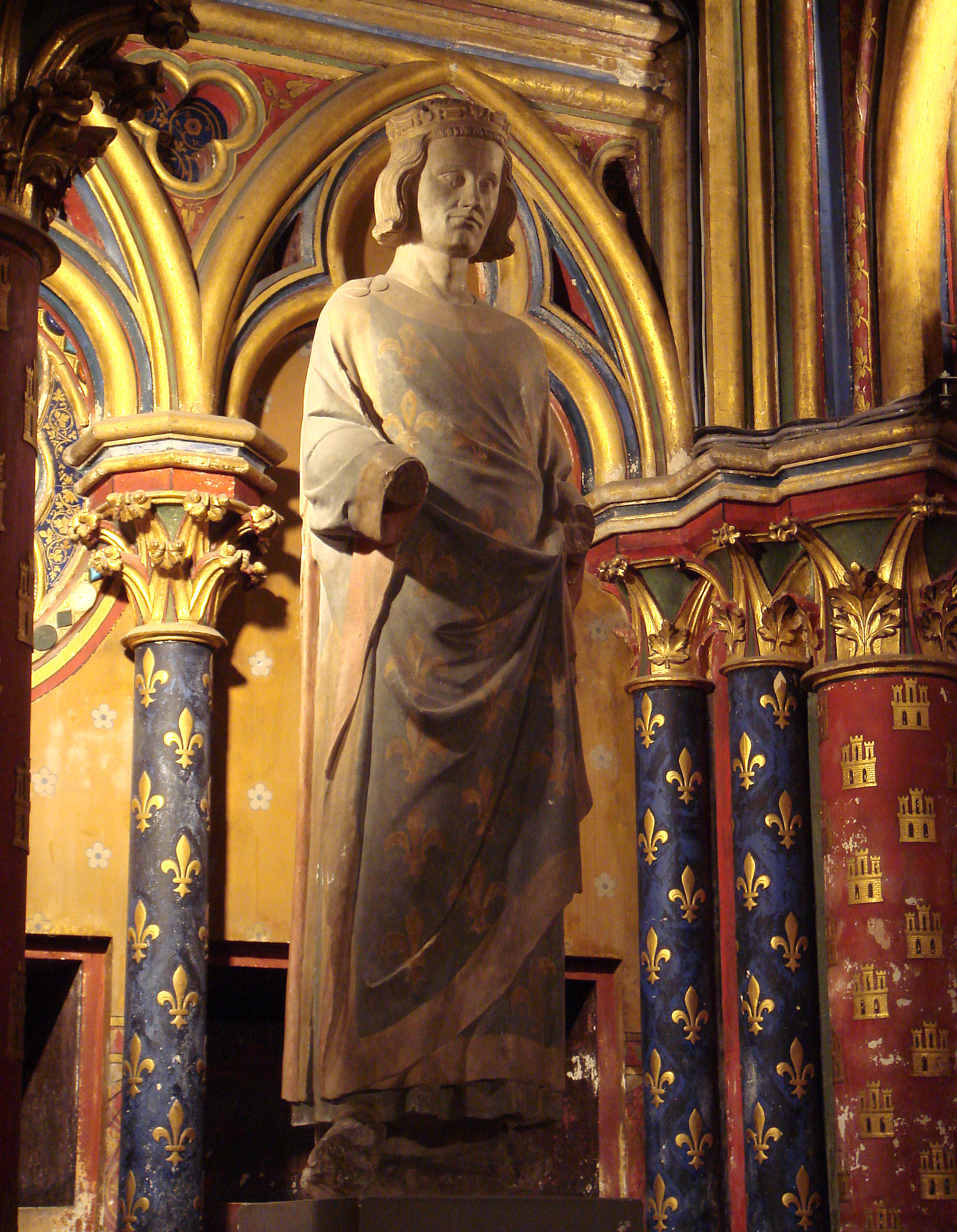
聖禮拜堂内圣路易雕像

圣路易考虑到宫内的圣尼古拉小经堂实在太小了，不配用来安放圣物。王遂下令建造一座既是“圣物纪念馆”（monumental reliquaire）又是“王家教堂”（sanctuaire royal）新教堂（路易·格罗德茨基语）:146。雅克·勒高夫说，路易九世从不放过任何机会把王的荣耀和上帝的荣耀联系起来:146。
1243年5月，教宗依諾增爵四世赋予尚未建成的圣堂以特殊地位。1246年1月，路易组建了一个教士团，负责保管圣物和主持崇拜仪式。圣堂落成典礼于1248年4月26日举行，路易亲临现场，此时离他亲率十字军出征仅两个月:147。圣堂的建造工程，是在创纪录短的时间内完成的，圣路易封圣审批过程中的调查表明，建造圣堂的支出为4万图尔锂，制作收藏耶稣受难的宝龛花费了10万图尔锂。据雅克·勒高夫说，建筑师及其助手均未留下姓名:147。

### 卡特里派
在圣路易的头脑中，王是宗教信仰的捍卫者，也是教会的世俗权力行使者，其实这也是他的先祖们的观念。在这种观念指导下，他积极参与反对敌视宗教信仰者的斗争。阿尔比十字军虽然给了南方的异端分子以致命一击，但是，纯洁派及其同伙依然为数众多，尤其是在朗格多克、普罗旺斯和伦巴第。随着贵族和市民对纯洁派的日趋冷淡以及异端组织的教义和教规普遍受到诘难，加之宗教裁判所大肆镇压，纯洁派教徒在1230年以后越来越少，渐渐销声匿迹:811-812。
在路易看来，王在异端性质的断定和应对措施的抉择上，应该听取专家们的意见。所谓专家，首先是宗教裁判所法官，尤其是身为托钵僧的宗教裁判所法官，其次是改邪归正的异端分子:813。路易想以驱逐而不是杀戮来清除异端分子，尽管他也执行宗教裁判所关于判处火刑的决定:814。

### 对犹太人的措施
圣路易知道犹太教不同于基督教的異端，也有别于伊斯兰教。他认为犹太教尽管不是一种正确的宗教，但确实是一种宗教。犹太人令王尴尬。首先，他们既在基督教内，也在基督教外：他们不承认耶稣，使用不同的历法，举行不同的仪式，依然信奉旧约圣经:821-822。最后，路易负有彼此矛盾的双重责任，一方面，他应该镇压犹太人因信仰错误而造成的越轨行为，另一方面，他有责任如同保护妇孺和外邦人那样保护犹太人:822。
据雅克·勒高夫所述，路易在晚年下令在整个王国内执行罗马反犹太主义的决定，这项决定几乎在他的整个在位期间都不愿意执行，他将融入法兰西社会的犹太人驱逐出境，并下令债务人向他们归还欠款，以震慑犹太人，促使他们改宗:834,839。然而，路易九世在犹太人遭到不公正的攻击时，会改变希望他们改宗的初衷，伸张正义。他把犹太教堂以及教堂中的家具和器皿归还给犹太人，这些东西由于先前的措施被没收。他在位期间发生过一次“屠杀犹太人事件”（tuerie de juifs），路易对参与屠杀犹太人的人处以罚款。除此之外，我们未曾听说其他针对犹太人的宗教礼仪性屠杀:839-840。最后，路易为了引诱犹太人改宗，答应给他们发放一笔补贴:836。

#### 反对放贷
只有宗教法庭有权处置基督教徒放贷者，而犹太人放贷者和外邦放贷者都是王国政府世俗法的惩治对象。这是王让犹太人在法律上成为压制对象的原因:686。1230年12月，卡斯蒂利亚的布朗什及其谋士以路易的名义在默伦发布的敕令，重申菲利普·奥古斯特针对犹太人和他们的放贷所采取的措施:704。每个封建领主如果愿意，都可以将自己领地上的犹太人当成自己的农奴:827。此外，犹太人被禁止放贷和放高利貸:829。
1234年敕令规定，基督教徒债务人可以取得向犹太人所借金额的三分之一，禁止拘留未向犹太人还债的基督教徒，犹太人不得接受任何未在可信的证人面前申报的抵押。1254年“大敕令”有两项涉及犹太人：第32条规定，犹太人应停止“吃利息、耍巫术和使用希伯来文字”。第33条禁止贵族和王国官员帮助犹太人收回债权，重申禁止后者放高利贷:829-830。
1247年，有人向路易九世建议没收犹太人的放贷所得，用作十字军的经费。但是，圣路易不愿让肮脏的钱财玷污极端神圣的事业:686。1257年或1258年的一通敕令指定一个小组，负责纠正以往针对犹太人的过激措施:244。受到谴责的不再只是专门从事放贷活动的主要人群犹太高利贷者，还包括越来越多的基督教徒放贷者。颁布于1268年的一通敕令要求把来自伦巴第、卡奥尔以及其他外邦的放贷者赶出法兰西:244。

#### 巴黎论争和焚毁塔木德
改宗基督教的犹太人拉罗歇尔的尼古拉·多南直接致函教宗額我略九世，请教宗不要像他的前任们那样对塔木德表现出不可饶恕的宽容，他认为塔木德已经取圣经而代之，可是此书充斥着对神明的亵渎，尤其对耶稣和他的母亲多有不敬之语。1239年，教宗额我略九世向基督教世界的所有君主发出一封传阅信函，要求他们在各自的领地内将塔木德全部收缴。卡斯蒂利亚的布朗什和路易九世迫不及待的遵命照办。1240年3月3日，塔木德被收缴:831-832。
6月12日举行了对塔木德的审判，在场的有一些介乎被告和辩护人之间的身份出现的拉比，其中最为著名的是巴黎的耶希尔。尽管桑斯大主教戈蒂埃·科尔努不赞成焚毁塔木德，但塔木德在审判中被判焚毁。王于是让人把装了22车的塔木德手抄本当众焚毁。1244年5月9日接替额我略九世的新教宗依諾增爵四世为焚书向路易发出一封祝贺信，信中以恫吓的口吻要求路易将残留的塔木德全部焚毁。于是有了1244年的巴黎第二次焚书；此后又陆续焚书多次:832-833。

#### 圆形标志

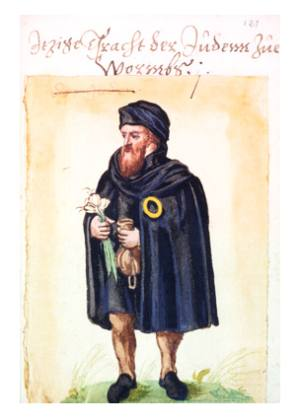
佩戴圆形标志的犹太人，此图为16世纪德国绘画

在1215年第四次拉特朗公會議影响下，路易强迫犹太人在胸前和后背佩戴黄色或红色的圆形标志，禁止犹太人在耶稣受难日外出，不准他们担任公职:823。

#### 结论
对于圣路易对待犹太人的态度和政策的特点，雅克·勒高夫以术语“反犹太主义”（antijudaïsme）来归纳，后者“专指宗教问题”；但他继续说：“但无论宗教在犹太社会中以及在圣路易的行为中具有何等重要性，这个术语都不足以表达这种重要性。与此有关的问题总体上已超出了严格意义上的宗教范畴，对犹太人的厌恶和排斥他们的愿望，已远远不能解释对犹太人的宗教敌视。”可是它的不足在于“既无效又过时”，因为“圣路易的态度和思想中没有一丝一毫的种族主义”。他总结道：“我们从圣路易的所作所为中所看到的，仅仅是‘反对犹太人’而已。可是，这种观念和做法，这种反犹太人的政策，却为以后的排犹主义准备了温床。在西方和法国基督教徒的排犹主义道路上，圣路易无疑是一座里程碑:840-841。”

### 十字军东征

#### 王的心愿

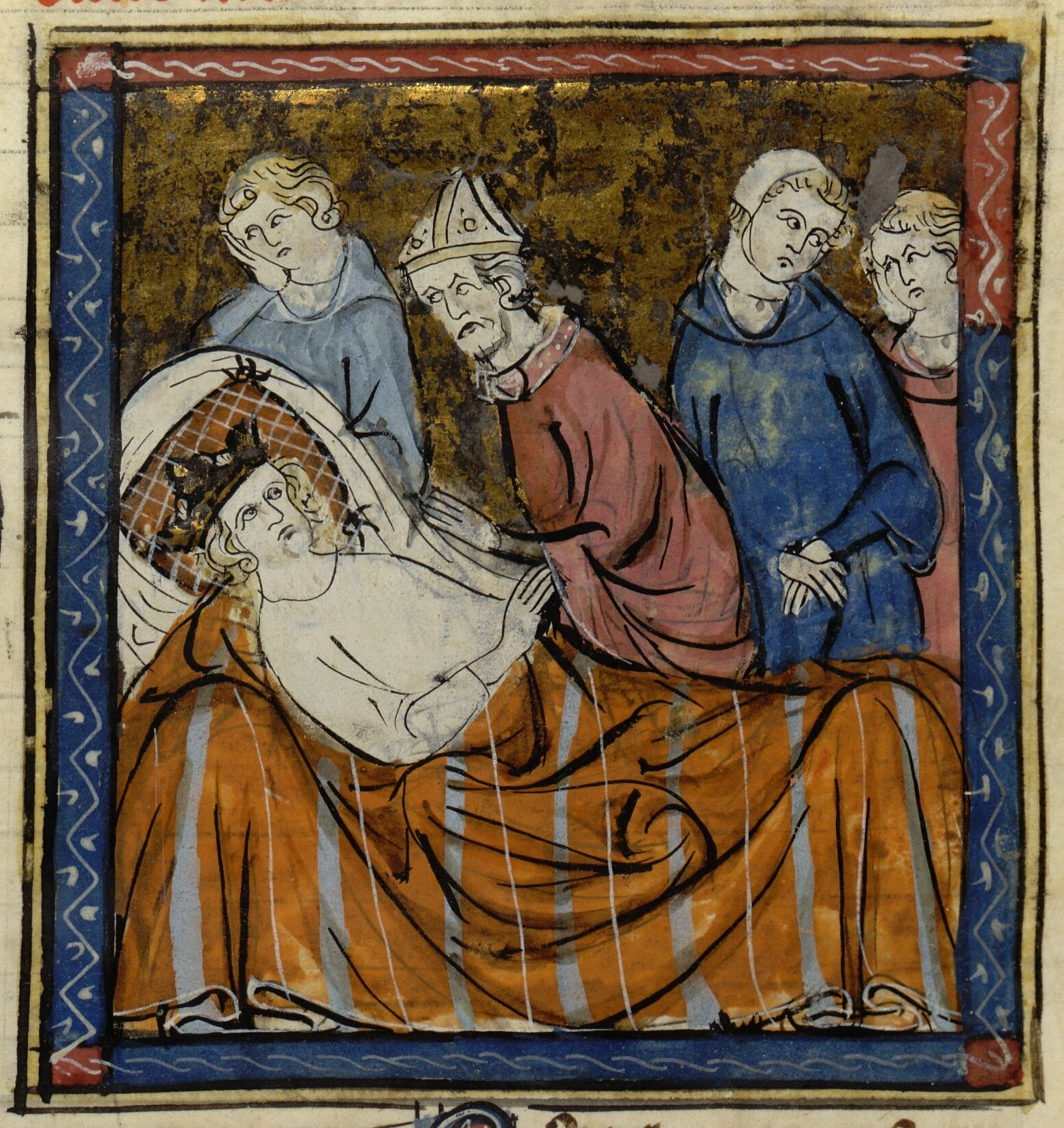
病中的路易许愿要组织十字军东征，这幅微型彩绘采自提尔的威廉《大海彼岸的历史往事》（Histoire d'Outremer）原稿第320页背面，现藏于法兰西国家图书馆，编号为Fr.9083。

王在圣东日战争中曾患重病，身体变得脆弱。1244年12月10日他可能患了痢疾，病倒在蓬图瓦兹，病情急遽恶化，人们担心他将不治。12月14日为了顺从上帝、教会和自己的良心，他召来了两位仲裁人，解决他与巴黎聖母院神职人员的纠纷。全国奉命举行各种募捐、祈祷和列队游行等庄严的活动，他的母亲卡斯蒂利亚的布朗什让人请来王室小教堂的圣物让路易抚摸:157。
他在几个星期后恢复了健康，被认为是一个奇迹。据让·德儒安维尔记述，两位守护他的宫女就他是否死亡展开争论时，王奇迹般地恢复了健康；当他恢复说话功能时，立即许愿组织十字军东征:157。王后卡斯蒂利亚的布朗什和王的无论世俗方面还是教会方面的大多数随从，都试图劝说王放弃他的十字军心愿。据马修·帕里斯记述，布朗什和巴黎主教奥弗涅的纪尧姆试图劝说王放弃组织十字军的打算，他们告诉路易，他的许愿是无效的，因当时他正在病中，精神不那么健全。圣路易决定再次许愿要组织十字军，因为他现在已经身体健康，精神正常:161-162。

#### 第七次十字军东征

##### 出发

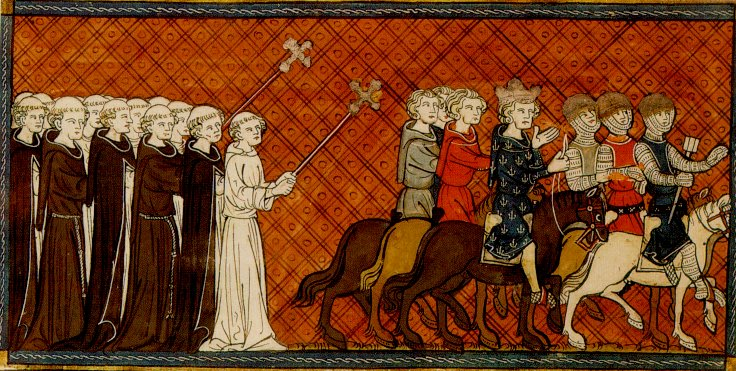
圣路易斯的十字军动身离开，此图采自1332-1350年间《圣但尼编年史》原稿第4页反面，现藏于不列颠图书馆，编号为Royal 16 G VI。

1248年6月12日，圣路易来到圣但尼，从教宗特使枢机主教沙托鲁的欧德手中拿过王家军旗、披巾和权杖，这样他就把法兰西国王出发远征的王家标志，与十字军走上朝圣之旅的朝圣标志结合起来了:185。接着，他返回巴黎，在大队人群陪同下赤脚走到圣安托万戴尚王家修道院。路易请修道院的修女为他祷告，然后离开那里，骑马来到科尔贝离宫驻跸。他在那里逗留了好几天，在此期间，正式任命母亲为“护国”，还把他信得过的谋士交给母亲:185-186。
几天之后，路易在科贝尔与布朗什挥手告别，朝南部进发，途径桑斯时稍事停留，方济各会正在那里举行教士大会。然后，他前往里昂会见教宗依諾增爵四世，教宗许诺保护法兰西王国免受英格兰可能发动的攻击:187。
路易在里昂顺罗纳河而下，经过拉罗克德格兰时，遇到地主罗杰·德克里欧向每一个过路人收取过路费。王拒绝支付过路费，罗杰扣留人质，路易把城堡团团围住，不几天攻下城堡后立即把它拆毁:188。8月中旬，路易终于抵达艾格莫尔特。8月25日，他与随从们一起登船起航，几乎所有直系亲属都随他出征。事实上，陪同路易出征的有王后普罗旺斯的玛格丽特、他的弟弟阿图瓦的罗贝尔、安茹的查理及其妻子普罗旺斯的贝阿特丽丝、普瓦捷的阿方斯及其岳父图卢兹伯爵雷蒙七世。历史学家在这次出征的十字军人数上难以取得一致意见，尽管如此，估计这支十字军包括2500名骑士、2500名骑兵和小弁、10000名步兵、5000名弓弩手，兵员总数约为25000，在当时这是一支庞大的队伍。据路易-塞巴斯蒂安·勒南·德蒂伊蒙记述，王家船队包括38艘大船和数百支小舟:188-189。

##### 溃败之前的胜利
王家船队因无风而延迟起航，8月28日，王家船队终于从艾格莫尔特扬帆起航:189。塞浦路斯岛为路易九世充分发挥了十字军基地的作用。他从1246年起就在岛上囤积军需，1248年9月17日登上此岛过冬，直到1249年5月30日。圣路易在杜姆亚特附近登陆，接着于1249年6月5日攻陷杜姆亚特城:190。随后，向开罗推进的十字军遭到一个名叫法赫尔丁的埃米尔的持续袭击。驻扎在尼罗河东岸的十字军，取得了这场艰难战争的胜利。随后在曼苏拉战役时，十字军面临着占有某些军事优势的穆斯林，后者摧毁了十字军的三架猫堡。1250年2月9日十字军尽管取得了胜利，但元气大伤。事实上，阿图瓦伯爵罗贝尔一世在战争中丧生，十字军遭到痢疾、斑疹傷寒和壞血病等传染病的袭击，使形势更为严峻。路易也患了痢疾，但他拒绝上船治疗:190-193。

##### 失败
最终，受到消耗和缺乏供应的军队不得不且战且退，穆斯林切断了十字军通往尼罗河的道路，1250年4月6日，十字军在法里斯库尔战役中溃败。路易与全军的大部分官兵都当了俘虏，许多伤员和病号被萨拉森人杀死:193。在西方，牧羊人十字军应运而生:197。
普罗旺斯的玛格丽特在丈夫被俘时，在滞留海上船队中的那部分十字军中成為首领，她在极短的时间里筹集了40万拜占庭金币，作为第一批赎金交给对方，路易遂于5月6日获释:194。路易在5月获释后不久决定滞留圣地。他号召臣民们踊跃参加十字军，到圣地来和他回合，但让两个弟弟普瓦捷的阿方斯和安茹的夏尔回国助母亲一臂之力:195-196。1253年春路易在西顿时，得知母亲于1252年11月27日去世。1254年4月24日或25日，路易在阿卡登船回国:209-210。
7月17日，他在耶尔岛会见了迪涅的于格:213,955。从耶尔岛出发后，路易抵达普罗旺斯地区艾克斯，朝拜了抹大拉的馬利亞，接着来到博凯尔，回到了法兰西的国土上。路易此后经过多个城市，把回程中一直带在身边的王家军旗和十字架放在圣但尼圣殿，然后回到了巴黎。1254年9月7日举行了入城式:215。

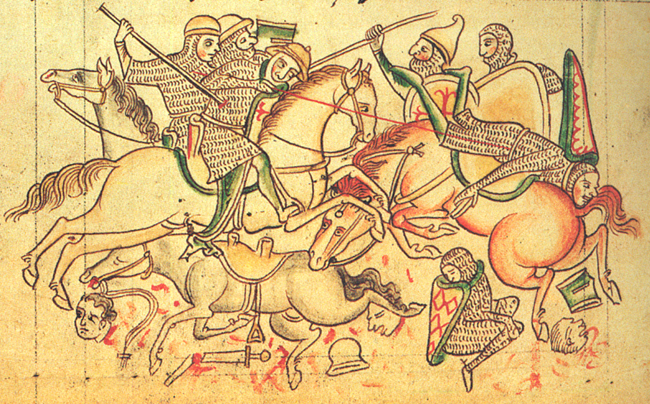
杜姆亚特围城，这幅彩绘采自马修·帕里斯《大纪年》，现藏于剑桥基督圣体学院，编号为Parker 16。
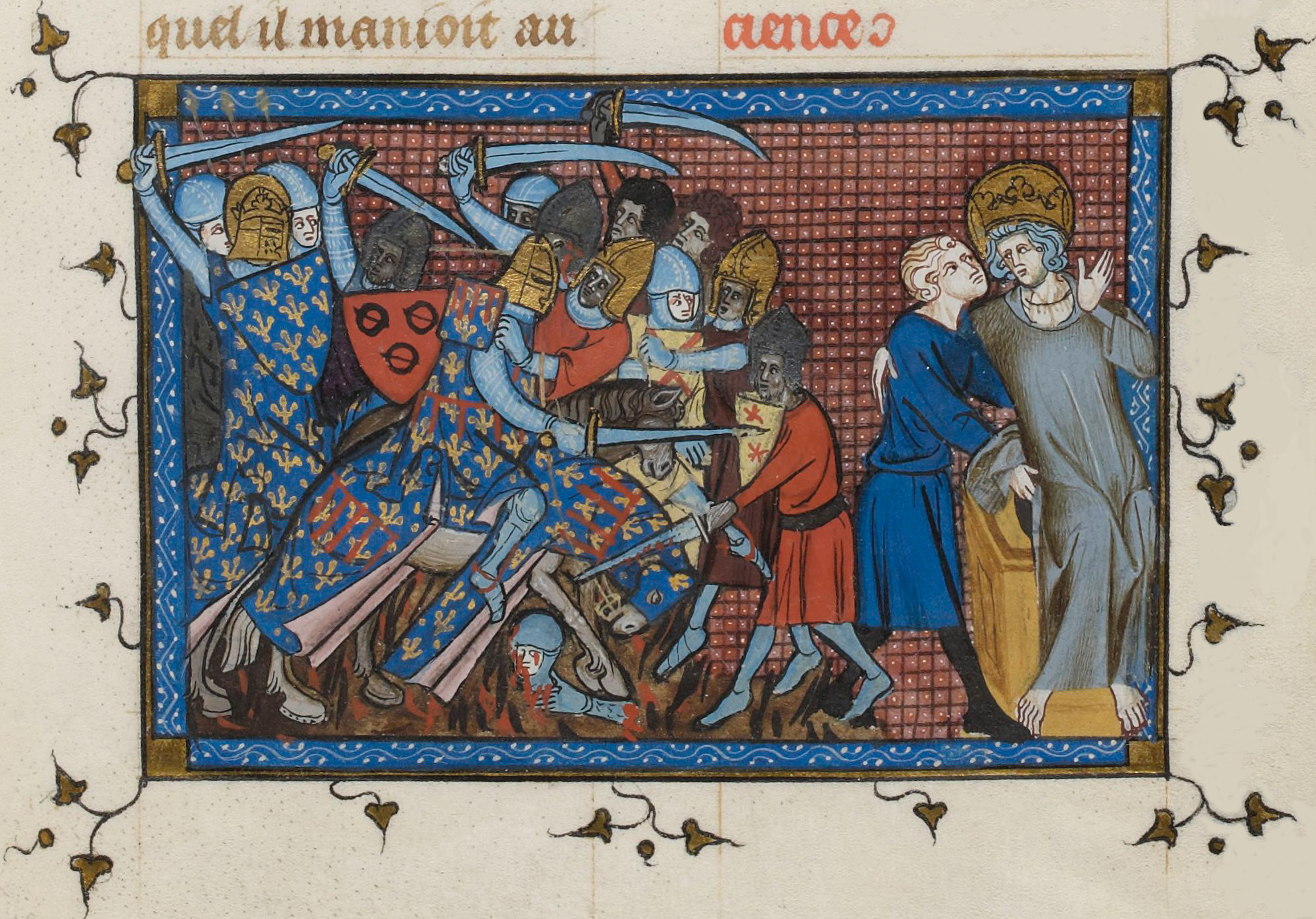
曼苏拉战役，这幅微型彩绘采自圣帕丢斯的纪尧姆1330-1340年的《圣路易的生平与圣迹》（Vie et miracles de saint Louis），现藏于法兰西国家图书馆，编号为Fr.5716。
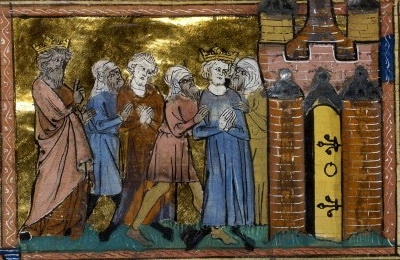
nobr|路易九世被俘，这幅微型彩绘采自提尔的威廉《大海彼岸的历史往事》（Histoire d'Outremer）原稿第320页背面，现藏于法兰西国家图书馆，编号为Fr.9083。|alt=Miniature représentant Louis IX mené captif vers une tour.
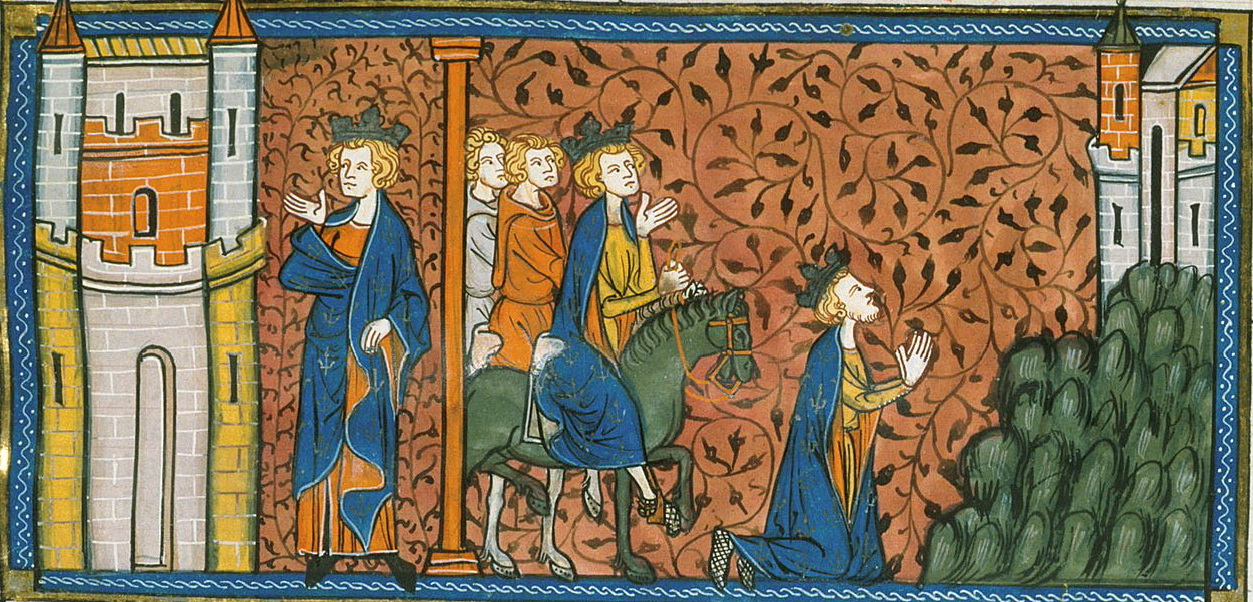
路易九世朝圣拿撒勒，此图采自1332-1350年间《圣但尼编年史》，现藏于不列颠图书馆，编号为Royal 16 G VI。

#### 第八次十字军东征及驾崩
圣路易因第七次十字军東征失败而心情沉重，将失败的原因解释为神的惩罚:214。1266年夏天他可能作出再度组织十字军东征的决定，并于10月将此决定秘密通报了教宗克雷芒四世。1267年3月5日圣母瞻礼日，他在一次高级神职人员和大贵族的集会上宣布了这个决定。在1268年2月9日举行的另一次集会上，他进一步宣布将于1270年5月出发:291。然而，他的决定似乎已经不合时宜，许多同时代人如儒安维尔对此持反对态度:294。
地中海东部的政治和军事形势促使圣路易作出了这一决定。王弟安茹的夏尔已经成为西西里国王，西西里将成为一个更为可靠、比塞浦路斯更近的军事基地:292。此外，路易希望哈夫斯王朝的穆罕默德一世·穆斯坦绥尔改宗，使突尼斯成为以后攻击埃及马穆鲁克的路上基地:292-293。这次十字军出征所作的物质准备与上次出征埃及一样细致。财政准备主要依靠城市征收的“人头税”和教会人士的什一税。然而，外交准备比上次出征埃及时更不成功。克雷芒四世去世后，教座长期空缺。出征突尼斯的十字军出发时，罗马教廷依然没有教宗。参加这次十字军东征的重要人物只有英格兰的王子爱德华和阿拉贡国王海梅一世，而且后者在船队遭遇风暴后罢兵返回:294-295。
1270年3月14日，圣路易前往圣但尼领取朝圣杖和王家军旗。翌日，他赤脚从王宫走到巴黎圣母院，在万塞讷古堡向妻子告别，然后从那里出发:296。途中经过了许多宗教重地。王及其三个儿子在艾格莫尔特与其他人员会合，其中包括他的女婿纳瓦拉國王特奧巴爾多二世。在等候船只期间发生内讧，一边是加泰罗尼亚人和普罗旺斯人，另一边是法兰西人，造成近百人死亡。路易下令将对此应负责任的人统统处以绞刑。1270年7月1日，路易终于登上“蒙迪茹瓦”号（La Montjoie）:296-297。十字军在撒丁岛作了短暂停留，随后在突尼斯附近的古莱特登陆。十字军攻占了迦太基，但痢疾、斑疹、伤寒等传染病迅速蔓延。8月3日，路易的儿子让-特里斯坦病死，8月25日，圣路易也一命呜呼:297。

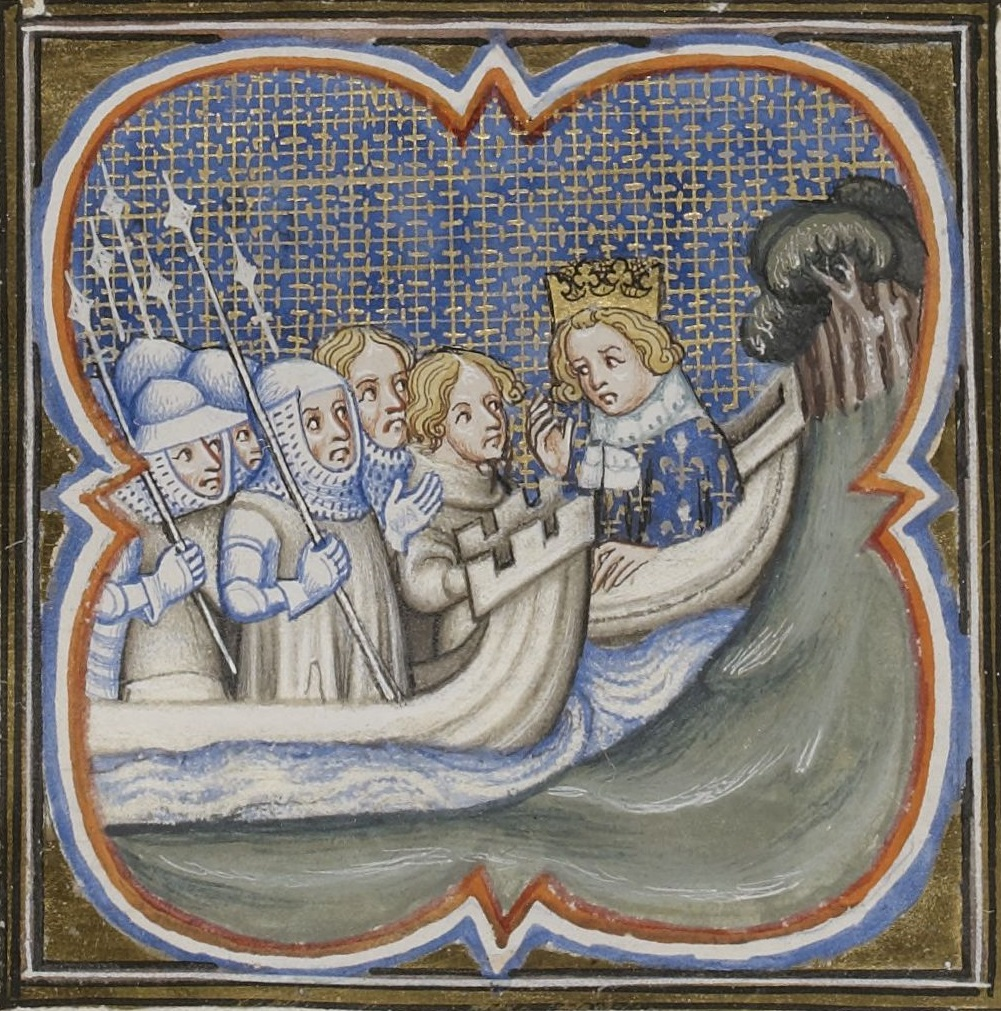
开始第八次十字军东征，此图采自《法兰西的查理五世大家族史》，现藏于法兰西国家图书馆，编号为Fr.2813。
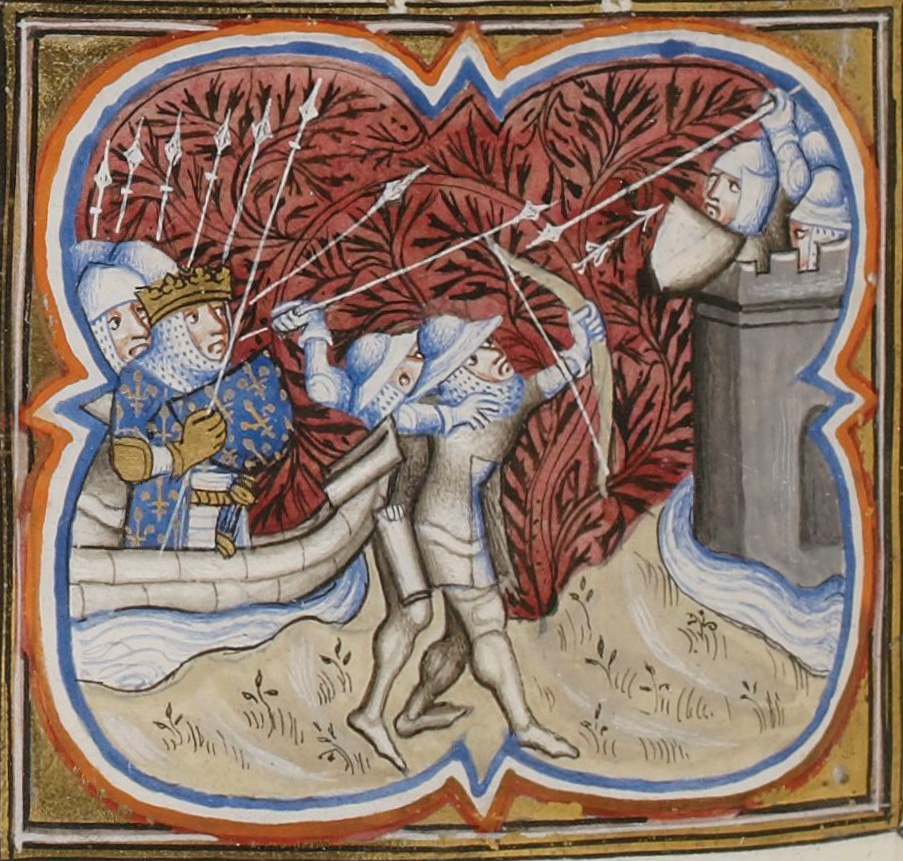
围攻突尼斯，此图采自查理五世的 《法兰西大家族史》
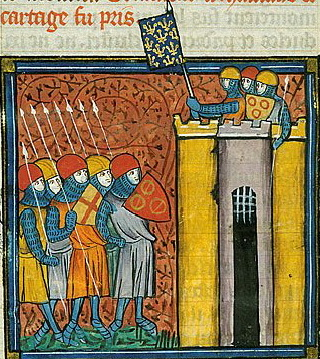
征服迦太基，此图采自《圣但尼编年史》，现藏于不列颠图书馆
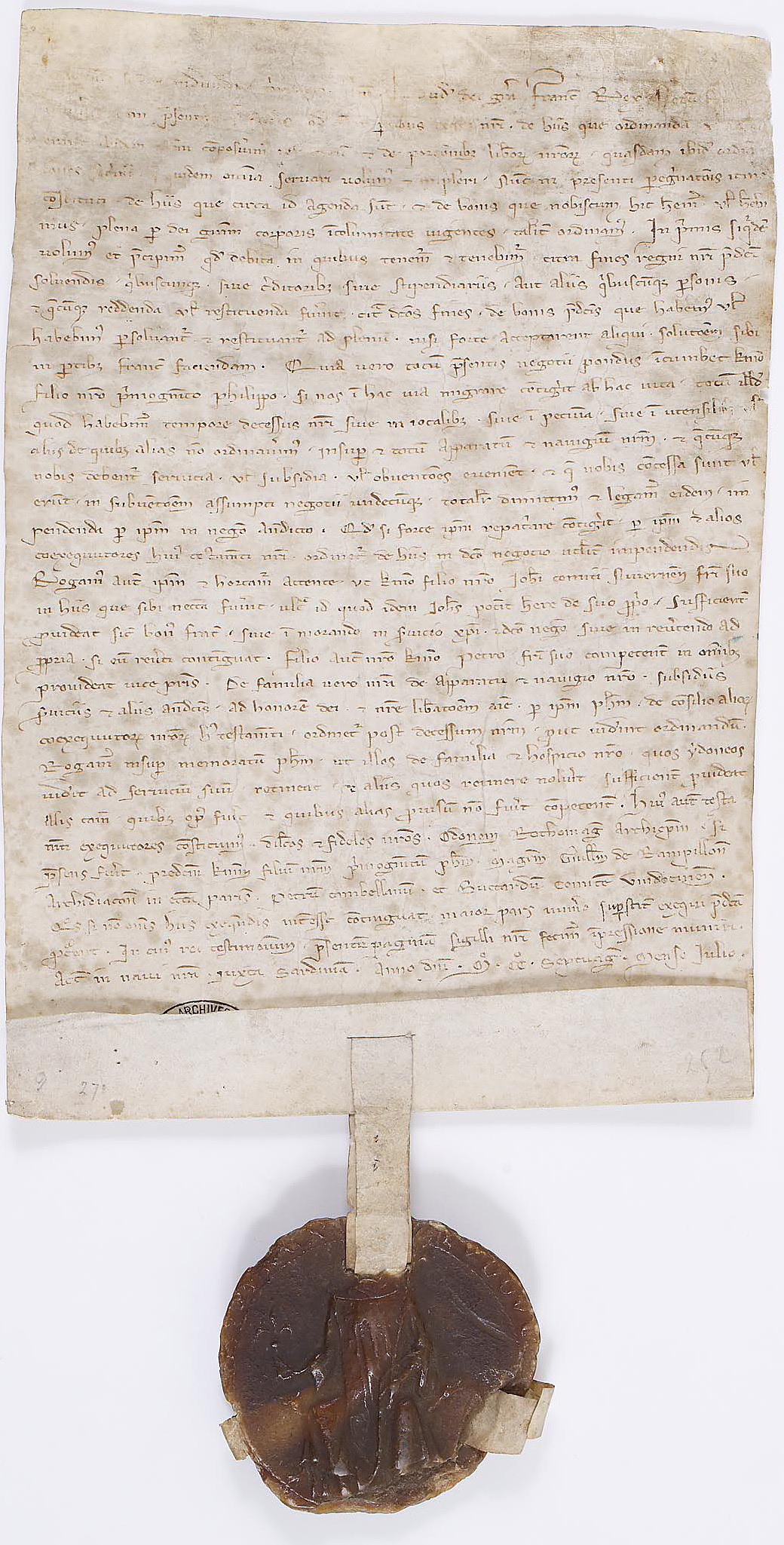
王的第一份遗嘱补充，1270年7月撒丁岛海岸上的王家船只，（国家档案馆藏）。
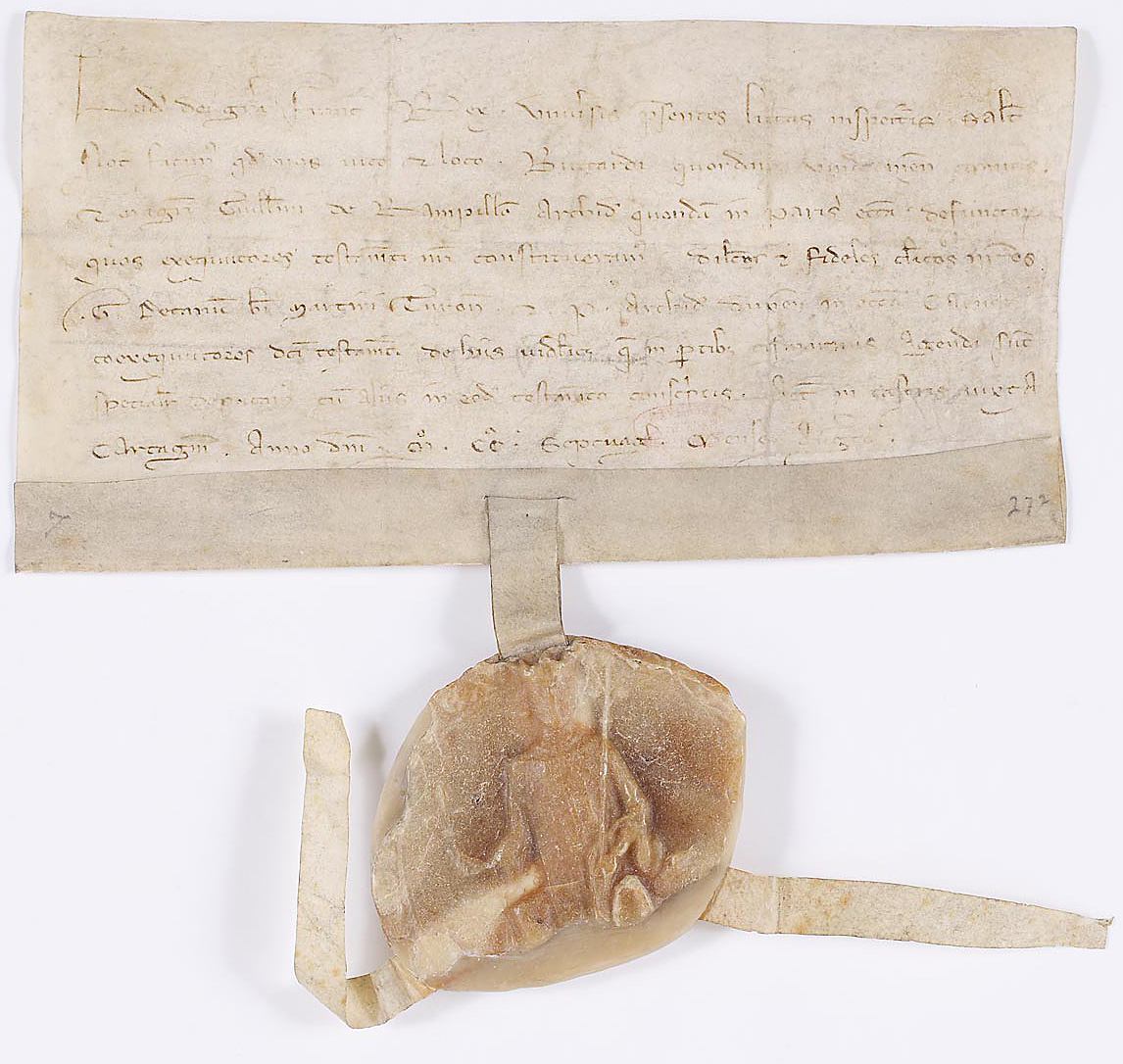
王最后的遗嘱补充，1270年8月迦太基营地（国家档案馆藏）。

## 死后

### 遗体
路易九世去世后，人们不能将他的遗骸留在远离基督教世界、远离他的法兰西王国的敌方土地上，必须将他运送回国。安茹的查理面对缺乏经验的侄子腓力三世，试图以军队的统帅自居。年轻的王却毫不迟疑地明确表示，大权由他执掌:299。于是，如何处理先王的遗骸成了叔侄之间的一宗政治角逐。腓力主张尽快将父亲的遗骸送到法兰西，查理借口西西里岛很近，主张将哥哥的遗骸安葬在他的西西里王国:300。最终，叔侄二王最终达成妥协，将先王的肌肉和心脏交给查理，安葬在蒙雷阿萊主教座堂中，骨殖则安葬在圣但尼王家墓地中。腓力同意不将其父遗体先行运送回国，而是由他本人率领军队护送回国。然后开始分解遗体。遗体分解后，放到加水的葡萄酒中煮了很长时间，直到骨肉分离:301。這種藉由骨肉分離以處理遺體的方式又稱作條頓葬。
基督教徒与突尼斯城的埃米尔于10月30日签署协议，11月11日，基督教徒士兵们登船撤离，在路易和他的儿子让-特里斯坦两人遗骸的保佑下，菲利普率领队伍踏上了回国之路。经过长途跋涉，香槟伯爵特奧巴爾多二世（蒂博五世）、王后阿拉贡的伊莎贝尔、普瓦捷的阿方斯和图卢兹的让娜在1271年5月21日到达巴黎前去世。路易的灵柩陈放在巴黎圣母院，5月22日在圣但尼举行葬礼:301-302。

## 封圣

### 册封
路易九世被认为将受封为圣徒，死后立刻受到他的随从和臣民的崇拜。他曾用手触摸治愈颈淋巴结结核，他的内脏在民间奇跡极多的西西里多次显现圣迹。两件圣迹后来得到教会的承认，另外两件圣迹也被教会接受。后两件发生在灵柩经过北意大利时，另外还有一件圣迹发生在灵柩快要抵达巴黎前的马恩河畔博纳伊。不久以后，圣迹在圣但尼接连不断:302-303。
圣路易死时，教座出缺已经有了一段时间，但在1271年9月1日，泰巴多·维斯孔蒂·德普莱桑斯当选成为额我略十世。从圣地返回之后，他作为教宗所作的第一件事，就是在1272年3月4日要求路易九世的告解师博略的若弗鲁瓦提供尽可能详尽的有关这位“所有基督教徒君主名副其实的楷模”王的材料。若弗鲁瓦花了数周或数月时间撰写了一份有52章的材料，他认为路易九世具备正式追封为圣徒的资格。1274年3月，菲利普三世在里昂拜见了教宗，但后者对第二次里昂公会议更感兴趣:303-304。
翌年，为路易九世出力的三个最重要的压力集团：声望、王室和法兰西教会——尤其是熙笃会、道明會和方济各会:303——开始行动。1275年6月兰斯大主教皮埃尔·巴贝特和他的副主教们呈递文件要求教宗尽快开始路易九世册封审批程序，翌月桑斯大主教吉勒斯二世·科尔努和他的副主教们递交文件作了同样的要求，9月道明會法兰西省省长递交文件也作出同样的要求。教宗于是命令驻法特使枢机主教西蒙·德布里对先王进行秘密调查，这位特使是路易九世生前的谋士和总管，他的调查进行的十分迅速，迅速挨批草率，就在此时，教宗于1276年1月10日去世了:304。时间不到一年半，依諾增爵五世、哈德良五世和若望二十一世先后接任教宗并去世:304。
1277年年底，新教宗尼各老三世要求菲利普三世提供更能说明问题的资料；菲利普三世此前曾派出使团催促教宗。教宗令西蒙·德布里进行补充调查。调查结果呈交教宗，可是尼各老三世于1280年8月22日去世，西蒙·德布里继任教宗，是为玛尔定四世，他对加速封圣程序起了决定作用。法兰西教会召开了一次代表会议，向教宗呈递了一份情真意切的请愿书。教宗回答这些高级神职人员说，要相信他的良好愿望，但事情要一件件不慌不忙地去做。1281年12月23日，玛尔定四世委托鲁昂大主教弗拉瓦库尔的纪尧姆、欧塞尔主教纪尧姆·德格雷兹和斯波莱托主教罗兰多·塔沃诺对路易九世的生平、品行和圣迹进行最终调查。他让他们到王墓上的圣迹进行实地调查，调查工作从1282年5月开始，到1283年3月结束，就圣迹问题总共询问了330名目击者，就路易的生平询问了38位证人:304-305。调查材料送到罗马，但玛尔定四世却于1285年3月28日去世了:305。
继任教宗和诺理四世也有意册封路易为圣徒，可是他于1287年4月3日去世了。教座出缺将近一年。尼各老四世当选教宗后，下令组织一个新调查组，由三位枢机主教组成，继续对圣迹进行深入细致的调查，可是他于1292年去世时，此项调查尚未结束。教座出缺历时一年半后，雷定五世意外地当选为教宗，这位教宗即位数月后就发现自己难以担当如此重任，1294年自动卸任，回归修道院:305-306。
1294年12月24日，曾是圣迹调查组成员的枢机主教本笃·卡埃塔尼当选为教宗，是为波尼法爵八世。他对于路易的圣徒品德深信不疑，而且很想与法兰西国王美男子腓力保持良好关系:306。因此在1297年8月4日，他在奥尔维耶托正式宣布册封路易九世为圣徒的决定。8月11日，他再度为路易九世布道，并颁布教宗颂词“荣耀”（Gloria laus），庄严宣布路易九世为圣徒，并把他去世之日8月25日命名为一年一度的圣路易日:306。

### 分散的遗骸
1298年8月25日在圣但尼举行了庄重的授圣典礼，参加此次典礼的有许多封圣审批程序的见证人、高级神职人员、贵族、教会人士、骑士、市民和普通百姓，美男子菲利普将祖父的遗骨提升，安放在圣但尼圣殿主祭坛后面的一个盒子里:306。
但是，圣路易遗骸的遭遇奇特而又有趣。事实上，一段时间后，腓力四世想把祖父的遗骸从圣但尼迁移到聖禮拜堂中去，以便把它更好地保存在王宫中。教宗波尼法爵八世始终希望与腓力保持良好关系，他准许后者移走路易九世的遗骸，但要求将一支手臂或一根胫骨留在圣但尼修道院。可是，僧侣们不愿善罢甘休，腓力不得不改变初衷，直到波尼法爵八世去世:307-308。克雷芒五世当选教宗后，授权将圣路易的头骨转移到圣礼拜堂，但下巴、牙齿和下颌仍应留在原处，让僧侣们因此而得到慰藉。巴黎圣母主教座堂分到了一根肋骨。1306年5月17日举行了盛大的仪式，把圣路易的头骨从圣但尼转移到巴黎。美男子腓力于1299年向银匠纪尧姆·朱利恩定制了一只精致的盒子，用来盛装安放在聖禮拜堂中的头盖骨:308。此后，僧侣们自己动手制作了一个玲珑剔透的盒子，用来盛装圣路易头骨的剩余部分；1307年8月25日为这只盒子举行了隆重的陈放礼，出席者有美男子菲利普以及一大批高级神职人员和贵族:308-309。
美男子腓力及其继承者们后来又将圣路易的若干指骨赠送给了挪威国王哈康五世，让他在卑爾根附近为圣路易所建的教堂中供奉。此外，首批分得遗骸的还有巴黎圣母主教座堂的修道士们、巴黎和兰斯的道明会士、鲁瓦尧蒙修道院院长罗贝尔二世和蓬图瓦兹修道院院长。1330年至1340年间，一个装有几块圣路易遗骨的盒子由瓦卢瓦的腓力赠送给访问巴黎的那慕尔的布兰卡，后来供奉在瓦斯泰納的修道院。神圣罗马帝国皇帝卡尔四世1378年访问巴黎时，也获赠一些圣路易的遗骨，这些遗骨后来供奉在布拉格大教堂:309。
1392年，法兰西国王查理六世将剩下的圣路易遗骨装入一个新的遗骨盒时，请皮埃尔·戴里将一条肋骨转交教宗，将另外两根肋骨分别送给贝里公爵让一世和勃艮第公爵腓力二世，将一块遗骨赠送给参加纪念会的高级神职人员，由他们自己去分。1430年左右，巴伐利亚公爵路德维希七世为他首都英戈尔施塔特的教堂讨到了一块圣路易遗骨。1568年，为反对抗议宗，巴黎举行庄重的遊行，圣路易的所有遗骨此时被全部集中到巴黎。1610年9月，玛丽·德美第奇获赠一块遗骨，后来她深感懊悔，遂趁路易十三加冕之际原物奉还:309。奥地利的安娜于1616年获赠一小块肋骨后犹感不足，翌年终于获赠一条完整的肋骨；后来她又请吉斯枢机主教出面说情，为巴黎和罗马的耶稣会士弄到了一条肋骨和一条臂骨。雅克·勒高夫说，剩下的圣路易遗骨可能在法兰西大革命时失散或毁損。包括圣但尼和圣礼拜堂在内，如今仅剩一小块遗骸盒残片，保存在巴黎国立图书馆的徽章部。保存在巴黎圣母主教座堂的下颌骨和肋骨，也没能逃脱被瓜分的命运；1926年，巴黎大主教路易-恩斯特·迪布瓦将一小块肋骨馈赠给了蒙特利尔的法兰西圣路易教堂:309-310。
1941年，圣但尼纪念协会定制了一个新遗骨盒，在圣但尼大教堂的半圆形圣母堂中，如今还陈列着圣路易的一块遗骨，但是，何时以及如何得到这块遗骨如今都成了谜:310。
最后，埋葬在蒙特利尔的圣路易内脏一直平安无事，1860年，两西西里国王弗朗切斯科二世被赶出国内，在流亡途中随身带着圣路易内脏，最终抵达罗马以前，先在加埃塔逗留了一段时间。离开罗马后，他在奥地利皇帝弗朗茨·约瑟夫为他提供的古堡中住了一阵，旋即动身巴黎前，他把随身带来的圣路易内脏安放在这座古堡的小教堂中。在他写于1894年的遗嘱中，他把盛装圣路易内脏的遗骸盒留给红衣主教夏尔·拉维热里和白袍神甫，让他们供奉在迦太基大教堂中:311。

## 家庭

### 先祖
| \| \| \| \| \| \| \| \| \| \| \| \| \| \| \| \| \| \| \| \| 16. 法兰克人之王路易六世 \| \| \| \| \| \| \| \| \| \| \| \| \| \| \| \| \| \| \| \| \| \| \| \| \| \| \| \| \| \| \| \| \| \| \| \| \| \| \| \| \| \| \| \| \| \| \| \| \| \| \| \| \| \| 8. 法兰克人之王路易七世 \| \| \| \| \| \| \| \| \| \| \| \| \| \| \| \| \| \| \| \| \| \| \| \| \| \| \| \| \| \| \| \| \| \| \| \| \| \| \| \| \| \| \| \| \| \| \| \| \| \| \| \| \| \| 17. 萨伏依的阿德莱德 \| \| \| \| \| \| \| \| \| \| \| \| \| \| \| \| \| \| \| \| \| \| \| \| \| \| \| \| \| \| \| \| \| \| \| \| \| \| \| \| \| \| \| \| \| \| \| \| \| \| \| \| \| \| 4. 法兰西国王腓力二世 \| \| \| \| \| \| \| \| \| \| \| \| \| \| \| \| \| \| \| \| \| \| \| \| \| \| \| \| \| \| \| \| \| \| \| \| \| \| \| \| \| \| \| \| \| \| \| \| \| \| \| \| \| \| 18. 香槟伯爵蒂博二世 \| \| \| \| \| \| \| \| \| \| \| \| \| \| \| \| \| \| \| \| \| \| \| \| \| \| \| \| \| \| \| \| \| \| \| \| \| \| \| \| \| \| \| \| \| \| \| \| \| \| \| \| \| \| 9. 香槟的阿黛尔 \| \| \| \| \| \| \| \| \| \| \| \| \| \| \| \| \| \| \| \| \| \| \| \| \| \| \| \| \| \| \| \| \| \| \| \| \| \| \| \| \| \| \| \| \| \| \| \| \| \| \| \| \| \| 19. 克恩滕的玛蒂尔德 \| \| \| \| \| \| \| \| \| \| \| \| \| \| \| \| \| \| \| \| \| \| \| \| \| \| \| \| \| \| \| \| \| \| \| \| \| \| \| \| \| \| \| \| \| \| \| \| \| \| \| \| \| \| 2. 法兰西国王路易八世 \| \| \| \| \| \| \| \| \| \| \| \| \| \| \| \| \| \| \| \| \| \| \| \| \| \| \| \| \| \| \| \| \| \| \| \| \| \| \| \| \| \| \| \| \| \| \| \| \| \| \| \| \| \| 20. 埃诺伯爵博杜安四世 \| \| \| \| \| \| \| \| \| \| \| \| \| \| \| \| \| \| \| \| \| \| \| \| \| \| \| \| \| \| \| \| \| \| \| \| \| \| \| \| \| \| \| \| \| \| \| \| \| \| \| \| \| \| 10. 埃诺伯爵博杜安五世 \| \| \| \| \| \| \| \| \| \| \| \| \| \| \| \| \| \| \| \| \| \| \| \| \| \| \| \| \| \| \| \| \| \| \| \| \| \| \| \| \| \| \| \| \| \| \| \| \| \| \| \| \| \| 21. 那慕尔的艾丽丝 \| \| \| \| \| \| \| \| \| \| \| \| \| \| \| \| \| \| \| \| \| \| \| \| \| \| \| \| \| \| \| \| \| \| \| \| \| \| \| \| \| \| \| \| \| \| \| \| \| \| \| \| \| \| 5. 埃诺的伊莎贝尔 \| \| \| \| \| \| \| \| \| \| \| \| \| \| \| \| \| \| \| \| \| \| \| \| \| \| \| \| \| \| \| \| \| \| \| \| \| \| \| \| \| \| \| \| \| \| \| \| \| \| \| \| \| \| 22. 弗兰德尔伯爵蒂里 \| \| \| \| \| \| \| \| \| \| \| \| \| \| \| \| \| \| \| \| \| \| \| \| \| \| \| \| \| \| \| \| \| \| \| \| \| \| \| \| \| \| \| \| \| \| \| \| \| \| \| \| \| \| 11. 弗兰德尔女伯爵玛格丽特一世 \| \| \| \| \| \| \| \| \| \| \| \| \| \| \| \| \| \| \| \| \| \| \| \| \| \| \| \| \| \| \| \| \| \| \| \| \| \| \| \| \| \| \| \| \| \| \| \| \| \| \| \| \| \| 23. 安茹的西比拉 \| \| \| \| \| \| \| \| \| \| \| \| \| \| \| \| \| \| \| \| \| \| \| \| \| \| \| \| \| \| \| \| \| \| \| \| \| \| \| \| \| \| \| \| \| \| \| \| \| \| \| \| \| \| 1. 法兰西国王路易九世 \| \| \| \| \| \| \| \| \| \| \| \| \| \| \| \| \| \| \| \| \| \| \| \| \| \| \| \| \| \| \| \| \| \| \| \| \| \| \| \| \| \| \| \| \| \| \| \| \| \| \| \| \| \| 24. 卡斯提爾国王阿方索七世 \| \| \| \| \| \| \| \| \| \| \| \| \| \| \| \| \| \| \| \| \| \| \| \| \| \| \| \| \| \| \| \| \| \| \| \| \| \| \| \| \| \| \| \| \| \| \| \| \| \| \| \| \| \| 12. 卡斯蒂利亚国王桑乔三世 \| \| \| \| \| \| \| \| \| \| \| \| \| \| \| \| \| \| \| \| \| \| \| \| \| \| \| \| \| \| \| \| \| \| \| \| \| \| \| \| \| \| \| \| \| \| \| \| \| \| \| \| \| \| 25. 巴塞罗那的贝伦加利亚 \| \| \| \| \| \| \| \| \| \| \| \| \| \| \| \| \| \| \| \| \| \| \| \| \| \| \| \| \| \| \| \| \| \| \| \| \| \| \| \| \| \| \| \| \| \| \| \| \| \| \| \| \| \| 6. 卡斯蒂利亚国王阿方索八世 \| \| \| \| \| \| \| \| \| \| \| \| \| \| \| \| \| \| \| \| \| \| \| \| \| \| \| \| \| \| \| \| \| \| \| \| \| \| \| \| \| \| \| \| \| \| \| \| \| \| \| \| \| \| 26. 纳瓦拉国王加西亞·拉米雷斯 \| \| \| \| \| \| \| \| \| \| \| \| \| \| \| \| \| \| \| \| \| \| \| \| \| \| \| \| \| \| \| \| \| \| \| \| \| \| \| \| \| \| \| \| \| \| \| \| \| \| \| \| \| \| 13. 纳瓦拉的布兰卡 \| \| \| \| \| \| \| \| \| \| \| \| \| \| \| \| \| \| \| \| \| \| \| \| \| \| \| \| \| \| \| \| \| \| \| \| \| \| \| \| \| \| \| \| \| \| \| \| \| \| \| \| \| \| 27. 莱格勒的玛格丽特 \| \| \| \| \| \| \| \| \| \| \| \| \| \| \| \| \| \| \| \| \| \| \| \| \| \| \| \| \| \| \| \| \| \| \| \| \| \| \| \| \| \| \| \| \| \| \| \| \| \| \| \| \| \| 3. 卡斯蒂里亚的布朗什 \| \| \| \| \| \| \| \| \| \| \| \| \| \| \| \| \| \| \| \| \| \| \| \| \| \| \| \| \| \| \| \| \| \| \| \| \| \| \| \| \| \| \| \| \| \| \| \| \| \| \| \| \| \| 28. 安茹伯爵若弗鲁瓦五世 \| \| \| \| \| \| \| \| \| \| \| \| \| \| \| \| \| \| \| \| \| \| \| \| \| \| \| \| \| \| \| \| \| \| \| \| \| \| \| \| \| \| \| \| \| \| \| \| \| \| \| \| \| \| 14. 英格兰国王亨利二世 \| \| \| \| \| \| \| \| \| \| \| \| \| \| \| \| \| \| \| \| \| \| \| \| \| \| \| \| \| \| \| \| \| \| \| \| \| \| \| \| \| \| \| \| \| \| \| \| \| \| \| \| \| \| 29. 英格兰人的女领主玛蒂尔达 \| \| \| \| \| \| \| \| \| \| \| \| \| \| \| \| \| \| \| \| \| \| \| \| \| \| \| \| \| \| \| \| \| \| \| \| \| \| \| \| \| \| \| \| \| \| \| \| \| \| \| \| \| \| 7. 英格兰的埃莉诺 \| \| \| \| \| \| \| \| \| \| \| \| \| \| \| \| \| \| \| \| \| \| \| \| \| \| \| \| \| \| \| \| \| \| \| \| \| \| \| \| \| \| \| \| \| \| \| \| \| \| \| \| \| \| 30. 阿基坦公爵纪尧姆十世 \| \| \| \| \| \| \| \| \| \| \| \| \| \| \| \| \| \| \| \| \| \| \| \| \| \| \| \| \| \| \| \| \| \| \| \| \| \| \| \| \| \| \| \| \| \| \| \| \| \| \| \| \| \| 15. 阿基坦的埃莉诺 \| \| \| \| \| \| \| \| \| \| \| \| \| \| \| \| \| \| \| \| \| \| \| \| \| \| \| \| \| \| \| \| \| \| \| \| \| \| \| \| \| \| \| \| \| \| \| \| \| \| \| \| \| \| 31. 沙泰勒罗的埃诺 \| \| \| \| \| \| \| \| \| \| \| \| \| \| \| \| \| \| \| \| \| \| \| \| \| \| \| \| \| \| \| \| \| \| \| \| \| \| \| \| \| \| \| \| \| \| \| \| \| \| \| \| |                                |  |  |  |  |  |  |  |  |  |  |  |  |  |  |  |
| |                                |  |  |  |  |  |  |  |  |  |  |  |  |  |  |  |
| | 16. 法兰克人之王路易六世       |  |  |  |  |  |  |  |  |  |  |  |  |  |  |  |
| |                                |  |  |  |  |  |  |  |  |  |  |  |  |  |  |  |
| |                                |  |  |  |  |  |  |  |  |  |  |  |  |  |  |  |
| | 8. 法兰克人之王路易七世        |  |  |  |  |  |  |  |  |  |  |  |  |  |  |  |
| |                                |  |  |  |  |  |  |  |  |  |  |  |  |  |  |  |
| |                                |  |  |  |  |  |  |  |  |  |  |  |  |  |  |  |
| | 17. 萨伏依的阿德莱德           |  |  |  |  |  |  |  |  |  |  |  |  |  |  |  |
| |                                |  |  |  |  |  |  |  |  |  |  |  |  |  |  |  |
| |                                |  |  |  |  |  |  |  |  |  |  |  |  |  |  |  |
| | 4. 法兰西国王腓力二世          |  |  |  |  |  |  |  |  |  |  |  |  |  |  |  |
| |                                |  |  |  |  |  |  |  |  |  |  |  |  |  |  |  |
| |                                |  |  |  |  |  |  |  |  |  |  |  |  |  |  |  |
| | 18. 香槟伯爵蒂博二世           |  |  |  |  |  |  |  |  |  |  |  |  |  |  |  |
| |                                |  |  |  |  |  |  |  |  |  |  |  |  |  |  |  |
| |                                |  |  |  |  |  |  |  |  |  |  |  |  |  |  |  |
| | 9. 香槟的阿黛尔                |  |  |  |  |  |  |  |  |  |  |  |  |  |  |  |
| |                                |  |  |  |  |  |  |  |  |  |  |  |  |  |  |  |
| |                                |  |  |  |  |  |  |  |  |  |  |  |  |  |  |  |
| | 19. 克恩滕的玛蒂尔德           |  |  |  |  |  |  |  |  |  |  |  |  |  |  |  |
| |                                |  |  |  |  |  |  |  |  |  |  |  |  |  |  |  |
| |                                |  |  |  |  |  |  |  |  |  |  |  |  |  |  |  |
| | 2. 法兰西国王路易八世          |  |  |  |  |  |  |  |  |  |  |  |  |  |  |  |
| |                                |  |  |  |  |  |  |  |  |  |  |  |  |  |  |  |
| |                                |  |  |  |  |  |  |  |  |  |  |  |  |  |  |  |
| | 20. 埃诺伯爵博杜安四世         |  |  |  |  |  |  |  |  |  |  |  |  |  |  |  |
| |                                |  |  |  |  |  |  |  |  |  |  |  |  |  |  |  |
| |                                |  |  |  |  |  |  |  |  |  |  |  |  |  |  |  |
| | 10. 埃诺伯爵博杜安五世         |  |  |  |  |  |  |  |  |  |  |  |  |  |  |  |
| |                                |  |  |  |  |  |  |  |  |  |  |  |  |  |  |  |
| |                                |  |  |  |  |  |  |  |  |  |  |  |  |  |  |  |
| | 21. 那慕尔的艾丽丝             |  |  |  |  |  |  |  |  |  |  |  |  |  |  |  |
| |                                |  |  |  |  |  |  |  |  |  |  |  |  |  |  |  |
| |                                |  |  |  |  |  |  |  |  |  |  |  |  |  |  |  |
| | 5. 埃诺的伊莎贝尔              |  |  |  |  |  |  |  |  |  |  |  |  |  |  |  |
| |                                |  |  |  |  |  |  |  |  |  |  |  |  |  |  |  |
| |                                |  |  |  |  |  |  |  |  |  |  |  |  |  |  |  |
| | 22. 弗兰德尔伯爵蒂里           |  |  |  |  |  |  |  |  |  |  |  |  |  |  |  |
| |                                |  |  |  |  |  |  |  |  |  |  |  |  |  |  |  |
| |                                |  |  |  |  |  |  |  |  |  |  |  |  |  |  |  |
| | 11. 弗兰德尔女伯爵玛格丽特一世 |  |  |  |  |  |  |  |  |  |  |  |  |  |  |  |
| |                                |  |  |  |  |  |  |  |  |  |  |  |  |  |  |  |
| |                                |  |  |  |  |  |  |  |  |  |  |  |  |  |  |  |
| | 23. 安茹的西比拉               |  |  |  |  |  |  |  |  |  |  |  |  |  |  |  |
| |                                |  |  |  |  |  |  |  |  |  |  |  |  |  |  |  |
| |                                |  |  |  |  |  |  |  |  |  |  |  |  |  |  |  |
| | 1. 法兰西国王路易九世          |  |  |  |  |  |  |  |  |  |  |  |  |  |  |  |
| |                                |  |  |  |  |  |  |  |  |  |  |  |  |  |  |  |
| |                                |  |  |  |  |  |  |  |  |  |  |  |  |  |  |  |
| | 24. 卡斯提爾国王阿方索七世     |  |  |  |  |  |  |  |  |  |  |  |  |  |  |  |
| |                                |  |  |  |  |  |  |  |  |  |  |  |  |  |  |  |
| |                                |  |  |  |  |  |  |  |  |  |  |  |  |  |  |  |
| | 12. 卡斯蒂利亚国王桑乔三世     |  |  |  |  |  |  |  |  |  |  |  |  |  |  |  |
| |                                |  |  |  |  |  |  |  |  |  |  |  |  |  |  |  |
| |                                |  |  |  |  |  |  |  |  |  |  |  |  |  |  |  |
| | 25. 巴塞罗那的贝伦加利亚       |  |  |  |  |  |  |  |  |  |  |  |  |  |  |  |
| |                                |  |  |  |  |  |  |  |  |  |  |  |  |  |  |  |
| |                                |  |  |  |  |  |  |  |  |  |  |  |  |  |  |  |
| | 6. 卡斯蒂利亚国王阿方索八世    |  |  |  |  |  |  |  |  |  |  |  |  |  |  |  |
| |                                |  |  |  |  |  |  |  |  |  |  |  |  |  |  |  |
| |                                |  |  |  |  |  |  |  |  |  |  |  |  |  |  |  |
| | 26. 纳瓦拉国王加西亞·拉米雷斯  |  |  |  |  |  |  |  |  |  |  |  |  |  |  |  |
| |                                |  |  |  |  |  |  |  |  |  |  |  |  |  |  |  |
| |                                |  |  |  |  |  |  |  |  |  |  |  |  |  |  |  |
| | 13. 纳瓦拉的布兰卡             |  |  |  |  |  |  |  |  |  |  |  |  |  |  |  |
| |                                |  |  |  |  |  |  |  |  |  |  |  |  |  |  |  |
| |                                |  |  |  |  |  |  |  |  |  |  |  |  |  |  |  |
| | 27. 莱格勒的玛格丽特           |  |  |  |  |  |  |  |  |  |  |  |  |  |  |  |
| |                                |  |  |  |  |  |  |  |  |  |  |  |  |  |  |  |
| |                                |  |  |  |  |  |  |  |  |  |  |  |  |  |  |  |
| | 3. 卡斯蒂里亚的布朗什          |  |  |  |  |  |  |  |  |  |  |  |  |  |  |  |
| |                                |  |  |  |  |  |  |  |  |  |  |  |  |  |  |  |
| |                                |  |  |  |  |  |  |  |  |  |  |  |  |  |  |  |
| | 28. 安茹伯爵若弗鲁瓦五世       |  |  |  |  |  |  |  |  |  |  |  |  |  |  |  |
| |                                |  |  |  |  |  |  |  |  |  |  |  |  |  |  |  |
| |                                |  |  |  |  |  |  |  |  |  |  |  |  |  |  |  |
| | 14. 英格兰国王亨利二世         |  |  |  |  |  |  |  |  |  |  |  |  |  |  |  |
| |                                |  |  |  |  |  |  |  |  |  |  |  |  |  |  |  |
| |                                |  |  |  |  |  |  |  |  |  |  |  |  |  |  |  |
| | 29. 英格兰人的女领主玛蒂尔达   |  |  |  |  |  |  |  |  |  |  |  |  |  |  |  |
| |                                |  |  |  |  |  |  |  |  |  |  |  |  |  |  |  |
| |                                |  |  |  |  |  |  |  |  |  |  |  |  |  |  |  |
| | 7. 英格兰的埃莉诺              |  |  |  |  |  |  |  |  |  |  |  |  |  |  |  |
| |                                |  |  |  |  |  |  |  |  |  |  |  |  |  |  |  |
| |                                |  |  |  |  |  |  |  |  |  |  |  |  |  |  |  |
| | 30. 阿基坦公爵纪尧姆十世       |  |  |  |  |  |  |  |  |  |  |  |  |  |  |  |
| |                                |  |  |  |  |  |  |  |  |  |  |  |  |  |  |  |
| |                                |  |  |  |  |  |  |  |  |  |  |  |  |  |  |  |
| | 15. 阿基坦的埃莉诺             |  |  |  |  |  |  |  |  |  |  |  |  |  |  |  |
| |                                |  |  |  |  |  |  |  |  |  |  |  |  |  |  |  |
| |                                |  |  |  |  |  |  |  |  |  |  |  |  |  |  |  |
| | 31. 沙泰勒罗的埃诺             |  |  |  |  |  |  |  |  |  |  |  |  |  |  |  |
| |                                |  |  |  |  |  |  |  |  |  |  |  |  |  |  |  |
| |                                |  |  |  |  |  |  |  |  |  |  |  |  |  |  |  |

### 子女
1234年5月27日，路易九世和普罗旺斯伯爵雷蒙·贝朗热五世和萨伏依的比阿特丽斯的女儿普羅旺斯的瑪格麗特在桑斯主教座堂结婚。这对夫妇婚后育有11个子女。
- 布朗什，圣路易的第一个孩子。1240年7月12日出生，此时已是她父母婚后的第6个年头，3年后死亡[2]:140。
- 伊莎貝拉（英语：Isabella of France, Queen of Navarre），生于1242年3月18日[2]:140。她于1258年嫁给了纳瓦拉国王特奧巴爾多二世，成为纳瓦拉王后。她和丈夫死于第八次十字军東征，没有留下后代[2]:761。
- 路易，生于1244年2月25日[2]:140。王位继承人，根据1258年《科尔贝条约》复件，他是阿拉贡的伊莎贝拉的未婚夫，16岁时可能因为阑尾炎夭折[2]:760-761。
- 腓力，生于1245年5月1日[2]:140。1260年兄长死后成为王位继承人，1262年圣灵降临节在克莱蒙费朗与兄长的未婚妻阿拉贡的伊莎贝拉结婚[2]:761。他在父亲1270年8月25日去世后成为法兰西国王勇夫菲利普三世[2]:766。他的妻子死后，他续娶了布拉班特的布拉班特的玛丽；他在两次婚姻中都有子嗣。
- 让，生于1248年，只活了几天[2]:269。
- 让-特里斯坦，生于1250年4月，此时其父因被穆斯林俘虏而在羁押中，特里斯坦这个名字令人想到悲苦[2]:269。1265年与讷韦尔女伯爵约兰德二世结婚，后者在父亲欧德死后成为讷韦尔女伯爵。他死于1270年8月3日，没有子嗣。
- 皮埃尔，生于1251年，此时他的父母正在圣地朝圣[2]:269。1271年或1273年与布卢瓦-沙蒂永的让娜结婚，他们在1263年订婚。这对夫妇有两个儿子路易和菲利普，但是都夭折。
- 布朗什，生于1253年年初，也在圣地出生[2]:269。他的父亲想让她进入莫比松修道院成为修女，但她顶住了父亲的压力，甚至向教宗烏爾巴諾四世求援，教宗特许她收回在父亲逼迫下违心地宗教誓言[2]:271[w]。布朗什于1268年嫁给了刷子毛费尔南多，有子嗣[2]:761。
- 玛格丽特，生于1254年末或1255年初[2]:269。1271年2月与布拉班特公爵胜利者让一世结婚，1272年生下了他们的唯一孩子，但分娩后不久母子双双离世。
- 罗贝尔，生于1256年[2]:269，1272年娶波旁女公爵勃艮第的比阿特丽丝。因此，罗贝尔是卡佩王朝波旁支系的创建者，也是法兰西国王亨利四世的父系先祖。
- 阿涅丝，生于1260年[2]:269。1273年7月与勃艮第公爵及自封塞萨洛尼基国王罗贝尔二世结婚，有子嗣。

## 注解与参考来源

### 注解
1. ↑  雅克·勒高夫认为，卡斯蒂利亚的布朗什早年肯定生过两三个孩子，但因为低龄夭折，我们既不知道确切的人数和性别，也不知道他们生卒于何年何月[2]:28。
2. ↑  根据雅克·勒高夫所述，腓力·奥古斯都大概挺喜欢他的孙子，给路易留下了深刻印象[2]:32,729。
3. ↑  王临终前召来的26人，其中有桑斯大主教戈蒂埃·科尔努和布尔日大主教西蒙·德叙利，博韦主教纳特依尔的麦伦、努瓦永主教赫拉德·德巴佐什和沙特尔主教沙普的皮埃尔，王同父异母的弟弟布洛涅伯爵菲利普一世，布卢瓦伯爵戈蒂埃、蒙福尔伯爵阿莫里六世、苏瓦松伯爵拉乌尔和桑塞尔伯爵路易一世，波旁封建领主阿尔尚博八世和库希封建领主昂盖朗三世，以及若干达官贵人[2]:81-82。
4. ↑  据弗朗索瓦·奥利维耶-马丁所说，这次嘱托并非官方任命，“王只是想把自己的儿子托付给信得过的挚友和同伴”[2]:82。
5. ↑  然而，几位编年史家所整理的出席者和缺席者名单存在冲突。例如，在菲利普·穆斯凯的名单上，勃艮第公爵于格四世和巴尔伯爵亨利二世出席了典礼，马修·帕里斯提供的名单上却没有这两人[2]:97。
6. ↑  作为交换条件，暴躁汉菲利普承诺不再为自己和继承人提出任何土地遗产的要求。此外，他的土地和庄园被他的父亲菲利普·奥古斯特和兄长路易八世视为没收的产业，倘若菲利普死后没有子嗣，这份产业就应归还给原主[2]:100-101。
7. ↑  据雅克·勒高夫所述，暴躁汉菲利普因为没有头脑而不会耍奸，摆弄他无需花多大力气，这些贵族接纳他参与其事是为了给此举披上一件符合王朝正统的外衣[2]:102。
8. ↑  据雅克·勒高夫所述，卡斯蒂利亚的布朗什似乎对权力颇有些迷恋，事实上，她不仅得到了重臣的支持，也得到了大人物的认可，于是她把监国和监护儿子的时间往后顺延[2]:128。
9. ↑  路易和玛格丽特的共同祖先为普罗旺斯伯爵雷蒙·贝朗热一世，路易为其外玄孙，玛格丽特为其玄孙女。
10. ↑  加入这个联盟的还有吉耶纳邑督、波尔多、巴约讷、拉雷奥尔、圣埃米利翁等城市、图卢兹伯爵雷蒙七世以及朗格多克的大部分贵族[2]:151。
11. ↑  据雅克·勒高夫所述，于格十世归顺的场面令人难忘。他偕同妻子和三个儿子涕泪交零地跪在路易面前，高声请求宽恕。王让他起来，表示愿意宽恕他，但他必须归还从阿方斯手中夺去的所有城堡，并交给王三座城堡作为抵押[2]:154。
12. ↑  利摩日、卡奧爾和佩里格主教所拥有的土地，以及他赠送给他的弟弟的赏赐地不包括在路易九世给亨利三世的土地内。他还答应亨利，一旦普瓦图的阿方斯去世，圣东日的土地也归亨利所有。此外，康沃尔的理查德和埃莉诺要承诺放弃在法兰西的一切权利[2]:259。
13. ↑  阿拉贡联合王国放弃的对于朗格多克的宣称权中，不包括对于蒙彼利埃的宣称权[2]:256。
14. ↑  这桩纠纷之所以特别复杂，是因为遗产涉及的土地一部分在法兰西王国境内（法属弗兰德），另一部分在神圣罗马帝国境内（帝国屬弗兰德）。神聖羅馬皇帝腓特烈二世于1250年死后无人即位，路易因此而得以自由处置問題[2]:252。
15. ↑  博杜安的母亲弗兰德尔的约兰德是路易祖母埃诺的伊莎贝尔的妹妹[2]:141。
16. ↑  路易向来喜欢心血来潮，做出些任性的事情来，正如雅克·勒高夫所说，这次又是这样，他猛地扯下缝在衣服下的十字架，并命令巴黎主教奥弗涅的纪尧姆把它还给他，“免得人家再说他拿了十字架，却不知道自己在干什么”[2]:162。
17. ↑  他下令给家人，除了母亲和几个年幼的孩子以及临产的弟媳阿图瓦伯爵夫人，他下令要求几乎所有近亲都应随他出征[2]:188。
18. ↑  据马修·帕里斯说，由于船只不敷所需，无法把所有应征的士兵运送到前线，王只得把一千名左右的雇佣军留在艾格莫尔特，其中意大利人居多。据雅克·勒高夫说，圣路易之所以没让这些雇佣军上船，也许因为对他们缺乏信任[2]:188-189。
19. ↑  据沙特尔的纪尧姆记述，当路易获悉他的委托人在交付赎金时成功地从穆斯林那里偷得两万锂时勃然大怒，他认为绝不能食言，即使是向异教徒说的话也不能言而无信。在后来路易的封圣审判过程中，此事被列为表明路易九世具有圣徒品格的崇高德行之一[2]:194。
20. ↑  心脏如何处理是个问题。据博略的若弗鲁瓦的记述，腓力答应他的叔叔将父亲的心脏带走，其他目击者声称，腓力带走了心脏，与骨殖一起安葬在圣但尼。其他流言声称，官兵们要求将心脏留在非洲，或安放在圣堂[2]:300-301。
21. ↑  就路易的生平受访者中包括他的弟弟西西里国王卡洛一世，他的两个儿子法兰西国王菲利普三世和阿朗松伯爵皮埃尔一世，他远征突尼斯时的两位“摄政”：旺多姆的马蒂厄和西蒙·德奈尔，他的朋友让·德儒安维尔以及一些骑士和教会人士，甚至还询问了三位慈善院的修女[2]:305。
22. ↑  在1240年之前这对夫妇始终没有生育，生下第一个为人所知的孩子时已是婚后第6个年头了。雅克·勒高夫认为，普羅旺斯的瑪格麗特成熟晚，有可能有过小产或婴儿夭折，但可能性不大，当时的文书和编年史都不曾谈及[2]:140,758-759。
23. ↑  圣路易本想让让-特里斯坦加入道明會，让皮埃尔加入熙笃会，让布朗什进入她祖母在莫比松创办的熙笃会修道院。但这三个孩子都顶住了巨大的压力，他们的父亲虽然威严，但并不强制子女们屈从他的意志[2]:270-271